# Ford Cortina
Pour les articles homonymes, voir Cortina (homonymie).
La Ford Cortina est une voiture produite par le constructeur automobile américain Ford de 1962 à 1982. À partir de 1970, celle-ci est pratiquement identique à la Ford Taunus.

## Mark I (1962-1966)

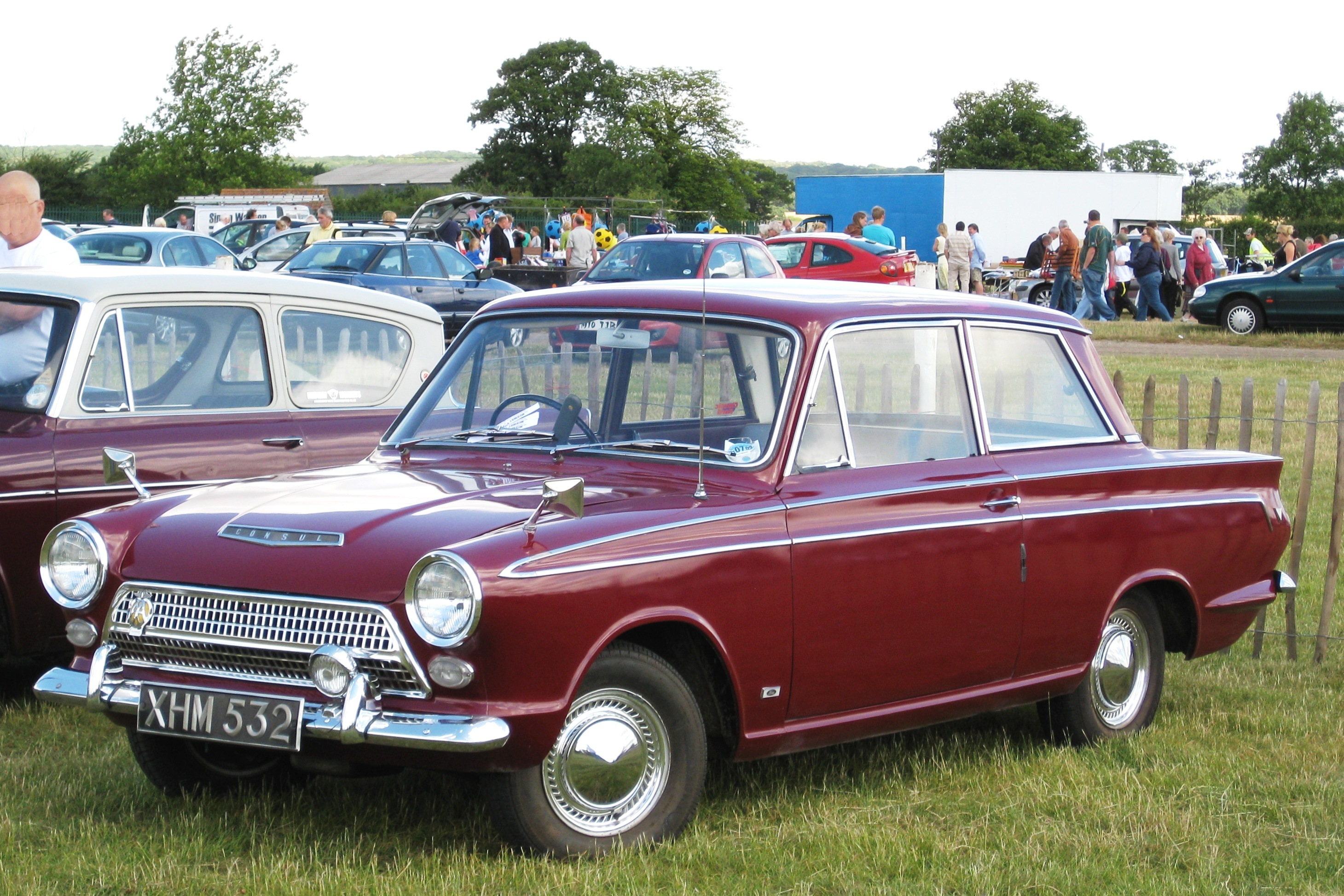
Première génération

En utilisant le nom de projet «Archbishop», la direction de Ford Grande-Bretagne à Dagenham a créé une voiture de taille familiale qu'elle pouvait vendre en grand nombre. Le concepteur en chef était Roy Brown Jr., le concepteur des Edsel, qui avait été banni à Dagenham après l'échec de ces voitures. La Cortina, destinée aux acheteurs des Morris Oxford Farina et Vauxhall Victor, a été lancée le 20 septembre 1962. La voiture a été conçue pour être économique, bon marché à conduire et facile et peu coûteuse à produire en Grande-Bretagne. La configuration à traction avant utilisée par Ford Allemagne pour la nouvelle Ford Taunus P4, un modèle de taille similaire, a été rejetée en faveur d'une propulsion arrière à disposition traditionnelle. Initialement appelée Ford Consul 225, la voiture a été lancée sous le nom de Consul Cortina jusqu'à un modeste lifting en 1964, après quoi elle était simplement vendue sous le nom de Cortina.
La Cortina était disponible avec les moteurs quatre cylindres 1200 et (à partir de début 1963) 1500 avec toutes les boîtes de vitesses synchronisées, en berline deux et quatre portes, ainsi qu'en break cinq portes (à partir de mars 1963). Les versions Standard, Deluxe, Super et GT étaient proposées, mais pas dans tous les styles de carrosserie. Les premiers modèles Standard présentaient une calandre avant simple de couleur carrosserie, qui lui a valu le surnom de "Barre de fer", et de grands groupes de feux arrière ronds surnommé "Interdire la bombe". Comme cette version coûtait presque le même prix que la Deluxe mieux équipée, elle s'est mal vendue et est très rare aujourd'hui. Les options comprenaient le chauffage et la banquette avec levier de changement de vitesse sur colonne. Les versions Super des breaks offraient l'option de bois simulé sur les garnitures latérales et le hayon. Dans un premier exemple de placement de produit, de nombreux exemplaires de la nouvelle Cortina figuraient sous le nom de "Glamcabs" dans le film comique Carry On Cabby.
Il y avait deux variantes principales de la Mark 1. La Mark 1a possédait des feux latéraux avant elliptiques, tandis que la Mark 1b avait une calandre avant redessinée incorporant des feux latéraux et des clignotants plus rectangulaires. Une variante notable était la Ford Cortina Lotus.
La Cortina a été lancée quelques semaines avant le salon de l'automobile de Londres d'octobre 1962 avec un moteur à trois roulements de 1 198 cm3, qui était une version agrandie du moteur de 997 cm3 alors installé dans la Ford Anglia. Quelques mois plus tard, en janvier 1963, la Cortina Super est annoncée avec un moteur à cinq roulements de 1 498 cm3. La version du plus gros moteur a trouvé son chemin dans les variations ultérieures, y compris la Cortina GT qui est apparue au printemps 1963 avec une suspension abaissée et un moteur réglé pour donner une puissance revendiquée de 79 ch (58 kW) contre 61 ch (45 kW) revendiqué pour la Cortina Super 1500. Les moteurs utilisés dans la gamme Mark I étaient de conception identique, ne différant que par la capacité et la configuration. La formule utilisée était une conception de tige de poussée à quatre cylindres (soupape en tête) qui est devenue connue sous le nom de la version «pré-écoulement croisé» car les orifices d'admission et d'échappement étaient situés du même côté de la tête. La version la plus puissante de ce moteur (utilisée dans la Cortina GT) était de 1 498 cm3 (1500) et produisait 78 ch (58 kW). Ce moteur contenait un profil d'arbre à cames différent, une fonte de tête différente avec des orifices plus grands, des collecteurs d'échappement tubulaires et un carburateur à double barrils Weber.
La publicité de la version révisée, qui est apparue au Salon de l'automobile de Londres en octobre 1964, faisait une grande promotion de la ventilation à flux traversant "Aeroflow" nouvellement introduite, en témoignent les évents d'extraction sur les piliers arrière. Un test ultérieur impliquant les quatre modèles de Cortina différents fabriqués entre 1964 et 1979 a déterminé lors d'une journée chaude que le débit d'air des simples sorties du globe oculaire de la Cortina Mark I de 1964 était en fait supérieur à celui de la Mark II, de la Mark III ou de la Mark IV. Le tableau de bord, les instruments et les commandes ont été révisés, pour la deuxième fois, ayant déjà été retravaillés en octobre 1963 lorsque des instruments ronds ont remplacé le compteur de vitesse oblong avec lequel la voiture avait été lancée: douze ans plus tard, cependant, le tableau de bord en acier peint, les "boutons éparpillés un peu partout et les commandes de chauffage coincées en dessous comme si cela avait été une réflexion après coup très évidente" de la Cortina Mark I de 1964 ont été ressentis comme ayant beaucoup moins bien vieilli que le système de ventilation de la voiture. C'est également en 1964 que les freins à disque avant sont devenus la norme sur toute la gamme.
La Ford Cortina Lotus était uniquement proposée en tant que berline deux portes tout en blanc avec un vert brillant contrastant sur chaque flanc latéral. Elle avait un moteur unique à double came de 1 558 cm3 de Lotus, mais basé sur le moteur Kent OHV de la Cortina. De l'aluminium a été utilisé pour certains panneaux de carrosserie. Pendant un certain temps, elle avait également une suspension arrière unique à cadre en forme de A, mais cela s'est avéré fragile et le modèle est rapidement revenu à la suspension arrière semi-elliptique de la Cortina standard.

## Mark II (1966-1970)

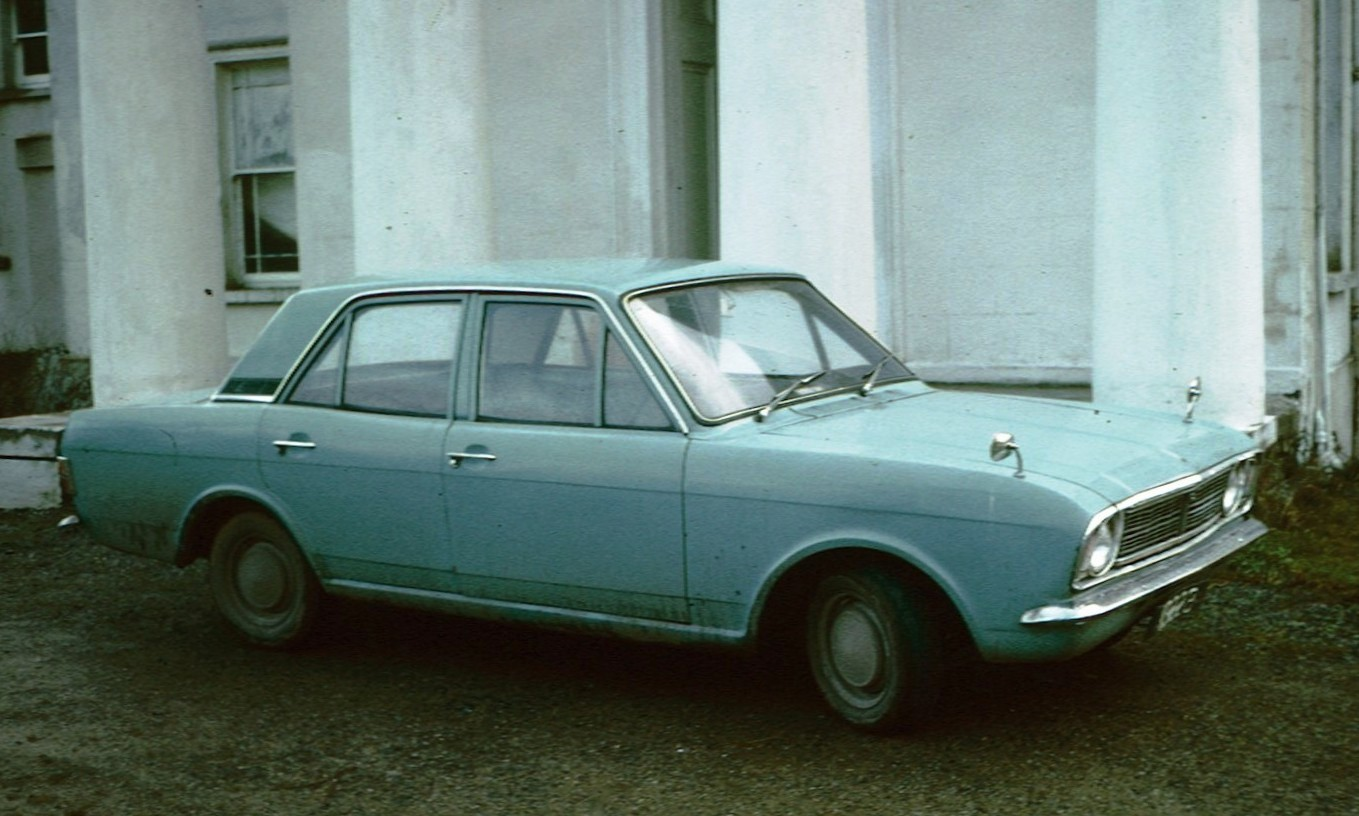
Deuxième génération

La deuxième incarnation de la Cortina a été conçue par Roy Haynes et lancée le 18 octobre 1966, quatre ans après la Cortina originale. Elle avait quelques éléments de style en commun avec la Ford Falcon américaine de troisième génération. Bien que le lancement soit accompagné du slogan "La nouvelle Cortina est plus Cortina", la voiture, longue de 4267 mm, était légèrement plus courte qu'avant. Ses 64 mm de largeur supplémentaire et ses panneaux latéraux incurvés offraient plus d'espace intérieur. D'autres améliorations comprenaient un rayon de braquage plus petit, une suspension plus souple, des freins et un embrayage autoréglables, ainsi que la disponibilité pour le Royaume-Uni et certains autres marchés sur les modèles à moteur plus petit, d'un nouveau moteur à cinq roulements de 1 300 cm3.
Une version épurée de 1 200 cm3 fonctionnant avec le moteur de la Ford Anglia Super était également disponible pour certains marchés où le moteur de 1 300 cm3 attirait un taux de taxe plus élevé. Les moteurs de 1 500 cm3 ont d'abord été reportés, mais ont été arrêtés en juillet 1967 alors qu'un nouveau moteur était en route. Un mois plus tard, en août, le moteur 1300 a reçu une nouvelle conception de culasse à flux transversal, le rendant plus efficace, tandis qu'un moteur 1600 à flux transversal a remplacé le 1500. Les nouveaux modèles portaient les désignations «1300» ou «1600» supplémentaires à l'arrière. Le moteur à flux croisé de 1 100 cm3 de l'Escort a également été proposé pour des marchés comme la Grèce où les capacités plus élevées étaient fortement taxées. La Cortina Lotus a continué avec son propre moteur unique, bien que pour cette génération, il ait été construit en interne par Ford eux-mêmes.
La Cortina était la voiture neuve la plus populaire de Grande-Bretagne en 1967, atteignant l'objectif que Ford essayait d'atteindre depuis qu'il avait décidé de créer la Cortina originale en 1962. Cela a interrompu le long parcours de la gamme 1100/1300 de BMC en tant que voiture la plus vendue de Grande-Bretagne.
Les revues périodique ont été favorables tant sur le style que sur les performances.
Encore une fois, les berlines deux et quatre portes étaient proposées avec des versions de base, Deluxe, Super, GT et, plus tard, 1600E, mais encore une fois, pas dans tous les styles de carrosserie et toutes les options de moteur. Quelques mois après l'introduction des versions berline, un break quatre portes fut lancé, mis sur le marché britannique le 15 février 1967: beaucoup a été fait pour sa capacité de charge dépassant celle de sa catégorie à l'époque.
La Cortina 1600E quatre portes, une version haut de gamme, a été présentée au Salon de l'automobile de Paris en octobre 1967, un an après l'arrivée de la Cortina Mark II. Elle combinait la suspension abaissée de la Cortina Lotus avec le moteur Kent 1600 de la GT haut de gamme ainsi que des garnitures de luxe avec un tableau de bord et des capuchons de porte garnis de grain de bois de noyer, siège baquet, volant sport en aluminium gainé de cuir et instrumentation complète à l'intérieur, tandis qu'une calandre noire, panneau arrière, feux de brouillard avant et roues de style Rostyle plaquées sur pneus radiaux à l'extérieur. Selon l'auteur Graham Robson, également expert de Cortina, la 1600E serait la première Cortina reconnue comme un classique.
Pour 1969, la gamme Mark II a fait l'objet de révisions subtiles, avec des lettres «FORD» majuscules distinctes montées sur le capot et les couvercles de coffre, une calandre noircie et des bandes chromées sur le dessus et sous les feux arrière sur toute la largeur du panneau arrière.

### Marchés d'exportation
Ford Nouvelle-Zélande a développé sa propre variante de ce modèle appelée GTE, car la GT et la Lotus Cortina n'y étaient pas assemblées. La GTE, seulement disponible en quatre portes, avait un tableau de bord en bois, un toit en vinyle, des bandes et des badges spéciaux.
Une variante à moteur V6 Essex de 3,0 litres a été développée à titre privé en Afrique du Sud par Basil Green Motors, et était vendue par le biais du réseau des concessionnaires Grosvenor Ford sous le nom de Cortina Perana; un modèle similaire est apparu plus tard en Grande-Bretagne et était connu sous le nom de Cortina Savage. La Savage était disponible en finition 1600E dans les trois styles de carrosserie, tandis que son homologue sud-africaine n'était proposée que sous forme de berline quatre portes, initialement avec la finition GT et plus tard la E.
La Cortina était la deuxième voiture importée la plus populaire au Canada dans les années 1960, juste derrière la Volkswagen Coccinelle. Le Canada a vu les berlines deux et quatre portes, la berline GT plus performante et la familiale DeLuxe. La Cortina Lotus était également disponible mais en nombre limité.
Ford États-Unis a importé les Cortina modèles Mark I et Mark II. La Mark II a été vendue aux États-Unis à partir de 1967, atteignant 16 193 voitures vendues dans sa première année. Les ventes de Mark II étaient de 22 983 en 1968. Les ventes ont atteint 21 496 en 1969. Les ventes ont chuté en 1970, à près de la moitié de leur sommet de 1969, à 10 216 unités. Ford USA a abandonné le modèle après 1970 et plus aucune Ford anglaise n'a été vendue aux États-Unis par la suite.

## Mark III (TC - 1970-1976)

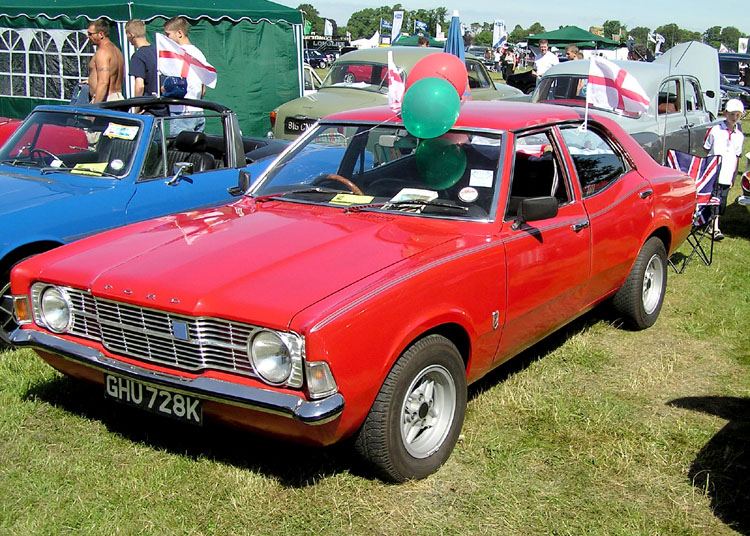
Troisième génération

À la fin des années 1960, Ford a commencé à développer la Cortina de troisième génération, la Mark III, qui serait produite en plus grands volumes qu'avant après la fusion de Ford Grande-Bretagne et de Ford Allemagne devenant Ford Europe. La voiture a marqué la convergence des plates-formes de la Taunus allemande et de la Cortina britannique avec seulement des différences mineures entre les deux, d'où le nom interne de la voiture, TC1, qui signifie Taunus-Cortina. C'était également la dernière voiture européenne conçue par Harley Copp en tant que vice-président de l'ingénierie et directeur de Brentwood, avant son retour à Detroit.
Ford Royaume-Uni voulait à l'origine l'appeler autrement que Cortina, mais le nom est resté. Bien que la Mark III ait semblé beaucoup plus grande que la Cortina Mark II plus carré, elle avait en fait la même longueur totale, mais elle était 100 mm plus large. Sur la longueur totale, un empattement allongé de plus de 76 mm a également contribué à un intérieur légèrement plus spacieux.
La Cortina Mark III a été inspirée par le langage de conception contemporain, le style "bouteille de Coca-Cola" qui avait émané de Detroit - la voiture arborait des éléments de conception de capot et de ceinture de caisse cannelés similaires à ceux des Mercury Montego et Ford LTD nord-américaines de la même époque. Elle a remplacé à la fois la Cortina Mark II et la Ford Corsair plus grosse et plus chère, offrant plus de niveaux de finition et des options de moteurs plus gros que dans la Cortina Mark II. La voiture sœur de la Mark III en Europe continentale - la Taunus TC - était subtilement différente en apparence, avec des clignotants avant plus longs, des revêtements de porte différents et des pressions sur les ailes arrière qui atténuaient la ceinture cannelé, réduisant l'apparence de style «bouteille de Coca-Cola» de la Cortina.
La suspension avant à jambes de force MacPherson a été remplacée par une suspension à double bras triangulaire plus conventionnelle (également connue sous le nom de suspension à double triangulation) qui a donné à la Mark III une conduite beaucoup plus douce sur la route, mais cela a donné aux voitures avec des moteurs plus gros et plus lourds un sous-virage distinct.
Les niveaux de finition pour la Cortina Mark III étaient Base, L (pour Luxury), XL (Xtra Luxury), XLE (Xtra Luxury Edition - Australie et Afrique du Sud uniquement), GT (Grand Touring) et GXL (Grand Xtra Luxury).
Les premières Cortina Mark III étaient équipées des mêmes moteurs de 1 300 cm3 et 1 600 cm3 que les Cortina Mark II, à l'exception de la GXL 1600. Ces moteurs sont connus sous le nom de Kent, moteur à flux transversal ou OHV. Il y a eu également l'introduction du moteur de 2 000 cm3, le moteur à simple came en tête, maintenant connu sous le nom de moteur Pinto. L'unité Kent OHV était équipée d'un carburateur à simple starter et était utilisée pour les premiers modèles jusqu'à la version GT, l'unité Pinto SOHC à carburateur à double starter était utilisée pour les modèles GT et GXL. La GXL a également été offerte avec le moteur de 1 600 cm3 dans les dernières Cortina Mark III.
Sur les marchés avec conduite à gauche, le moteur OHC 1600 a été remplacé par une unité Kent OHV à double carburateur non proposée sur le marché domestique, afin de la distinguer des Taunus concurrentes qui n'étaient livrées qu'avec le moteur Pinto OHC. Les variantes de 2,0 litres utilisaient une version plus grande de l'unité Pinto de 1 600 cm3 et étaient disponibles dans tous les niveaux de finition sauf la base. Les versions Base, L et XL étaient disponibles en break cinq portes.
Bien que pas plus longue que sa précédente, la Mark III était une voiture plus lourde, reflétant la tendance à améliorer la sécurité secondaire en rendant les carrosseries plus substantielles. Le poids a également été augmenté par la traverse robuste incorporée dans la nouvelle configuration simplifiée de la suspension avant, et par l'inclusion d'un matériau beaucoup plus insonorisant qui isolait l'habitacle du bruit du moteur et de l'échappement, rendant la voiture utilement plus silencieuse que sa prédécesseur, bien que sur de nombreuses voitures, l'avantage ait été diminué par des niveaux élevés de bruit du vent résultant apparemment d'un mauvais ajustement des portes autour des fenêtres. Les transmissions manuelles à quatre vitesses étaient désormais presque universellement proposées au Royaume-Uni pour cette catégorie de voitures, et des essais routiers contemporains ont commenté l'écart assez important entre la deuxième et la troisième vitesse, et la tentation qui en résulte de faire glisser l'embrayage lors de l'accélération dans les rapports sur les voitures à plus petit moteur: c'était vraisemblablement en reconnaissance tacite du rapport poids/puissance marginal de la voiture que Ford n'offrait plus d'option de transmission automatique sur la plus petite Cortina à moteur de 1 298 cm3.
Quatre phares et des roues de style Rostyle marquaient les versions GT et GXL. La GXL avait également des bandes de frottement latérales, un toit en vinyle et un panneau de couvercle de coffre en aluminium brossé et noir sur les GXL, tandis que la GT avait une section du coffre peinte en noir avec une garniture chromée de chaque côté. Tous les modèles pré-lifting comportaient un tableau de bord incliné vers le bas avec des cadrans profondément enfoncés et une suspension à bobine aux quatre roues. Dans le style général et la préparation technique, beaucoup ont observé que la Cortina Mark III imitait la Vauxhall Victor FD de 1967.
La Cortina a été mise en vente le 23 octobre 1970, mais les ventes ont démarré particulièrement lentement en raison de difficultés de production qui ont abouti à une grève de dix semaines à l'usine de Ford entre avril et juin 1971, qui, à l'époque, a coûté une production de 100 000 véhicules, ce qui équivaut à près d'un quart de la production pour une année complète.
En 1971, les taux de réglage des ressorts et des amortisseurs ont été modifiés ainsi que ceux des bagues de suspension avant, ce qui a réduit le rebond de la conduite et la dureté de la conduite à basse vitesse qui avaient suscité des critiques de la presse au moment du lancement de la Mark III.
Les volumes de production récupérés et le vieillissement de l'Austin/Morris 1100/1300 perdant maintenant face à divers modèles plus récents, la Cortina était la voiture la plus vendue en Grande-Bretagne en 1972 suivie de près par l'Escort. Elle est restée la voiture la plus vendue au Royaume-Uni jusqu'en 1976 lorsqu'elle a été dépassée par l'Escort Mk2.
Fin 1973, la Cortina Mark III a fait peau neuve et a été rebaptisée TD. Les principales différences étaient le tableau de bord et les horloges qui ne s'éloignaient plus de la ligne de mire du conducteur, mais introduisaient le tableau de bord plus plat et les horloges également trouvées dans les dernières Cortina Mark IV et Mark V, niveaux de finition améliorés et calandres révisées, feux arrière révisés et phares rectangulaires pour la XL, la GT et la nouvelle 2000E (le «E» pour Executive) qui a remplacé la GXL. Le moteur Kent de 1,3 litre a été reporté, mais les modèles de 1,6 litre utilisaient désormais le moteur SOHC de 1,6 litre plus moderne. Alors que la Cortina TD avait encore une suspension à double bras triangulaire avec des bobines à l'avant et un système à quatre bras à l'arrière, la maniabilité a été améliorée. La 2000E est revenue au traitement élégant offert par la 1600E MkII (et plus tard transféré aux modèles Ghia Mark IV/V) au lieu de la garniture en simili bois de la GXL. La 2000E était également disponible en version break.

### Marchés d'exportation
La Mark III a été vendue au Canada jusqu'en 1973.
Pour l'Afrique du Sud, la Mark III était disponible en tant que «Big Six» L et GL avec le moteur V6 Essex de 2,5 litres et Perana, GT et XLE avec le moteur V6 Essex de 3,0 litres. Une version pick-up était également disponible. En plus du quatre cylindres en ligne de 1,6 litre, il y avait une version unique en Afrique du Sud, une version construite localement avec un moteur V4 Essex de deux litres. La Cortina V4 2000 est arrivée en 1972 et est également devenue disponible en tant que break et pick-up plus tard dans l'année. La puissance maximale était de 77 kW (104 ch). Le moteur le plus court nécessitait un carénage de radiateur pour compenser. Cependant, la Cortina GT a également reçu un moteur quatre cylindres en ligne OHC en Afrique du Sud.
Ford Australie a construit ses propres versions en utilisant à la fois les moteurs britanniques à quatre cylindres (1,6 et 2,0) et les moteurs six cylindres en ligne (3,3 et 4,1 litres) de sa gamme Falcon fabriquées localement.
Ford Lio Ho à Taiwan a commencé la production locale de la Cortina en mars 1973.
Pour le Japon, les voitures ont été rétrécies de quelques millimètres à l'arrivée dans le pays afin de s'inscrire dans une tranche d'imposition inférieure déterminée par les dimensions extérieures, qui imposent une largeur maximale de 1 695 mm. Au Japon, la Cortina a été rejointe par la Ford Capri et était importée par Kintetsu Motors, un détaillant exclusif de produits Ford.

## Mark IV (1976-1979)

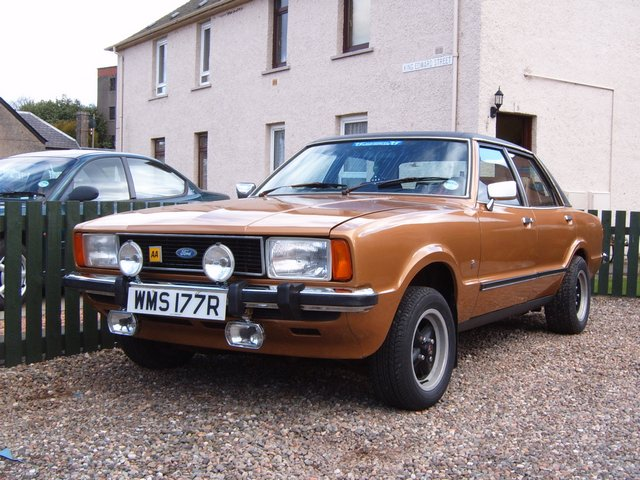
Quatrième génération

La Cortina de quatrième génération avait une conception plus conventionnelle que sa prédécesseur, et cela a été largement apprécié par les acheteurs de flottes. Globalement une réincarnation de la Mark III avec peu de changements mécaniques en tant qu'intégration dans la gamme des modèles Ford, et par conséquent, la Cortina et le Taunus ne différaient plus que par la plaque signalétique. Cependant, bien que la Taunus mis à jour ait été introduite en Europe continentale en janvier 1976, Ford a pu continuer à vendre la Cortina Mark III en nombre inchangé au Royaume-Uni jusqu'à ce qu'ils soient prêts à lancer sa successeur, la Cortina Mark IV construite à Dagenham, qui a été mis en vente le 29 septembre 1976.
De nombreuses pièces ont été reportées, notamment le train roulant. La position de conduite surélevée et le nouveau tableau de bord avaient déjà été introduits, ainsi que certaines des améliorations de la suspension, sur la Cortina Mark III en 1975, de sorte que la nouvelle voiture semblait beaucoup plus familière aux propriétaires de Cortina existantes récentes depuis le poste de conduite que de l'exterieur. Le public du cinéma a vu la nouvelle Cortina (ou Taunus) chasser James Bond dans sa Lotus Esprit dans le film de 1977, L'Espion qui m'aimait.
Le changement le plus évident a été la nouvelle carrosserie carré, en ligne avec la mode contemporaine de l'époque, le style "papier plié" (qui a néanmoins conservé une ceinture de caisse de style "bouteille de Coca-Cola" très subtile en référence à la Mk III), qui a atteint l'objectif du département marketing pour avoir des fenêtres plus grandes donnant une meilleure vue et une sensation plus lumineuse à l'habitacle, mais au détriment du poids de la carrosserie qui a été augmenté, bien que marginalement, d'environ 14 kg. Ford a revendiqué une augmentation globale de la surface vitrée d'environ 15%, avec «une meilleure visibilité de 40%» à travers la vitre arrière plus large et plus profonde. Indépendamment de la façon dont ces chiffres ont été calculés, il doit y avoir eu des gains de poids substantiels grâce à une utilisation réduite de l'acier dans la conception, compte tenu du poids supplémentaire inévitable du verre.
Cette génération a engendré le premier modèle haut de gamme Ghia, qui a remplacé la 2000E. Le moteur V6 Cologne de 2,3 litres de Ford a été introduit en 1977 en tant que moteur au-dessus du moteur Pinto de 2,0 litres, déjà un incontournable dans les gammes Capri et Granada. Cependant, les Cortina de 2,3 litres ne se sont jamais particulièrement bien vendues au Royaume-Uni. Le V6 Cologne était certainement un groupe motopropulseur beaucoup plus doux et raffiné que le Pinto, mais les modèles V6 étaient plus chers en carburant et à assurer et n'étaient que légèrement plus rapides, étant environ 0,5 seconde plus rapides au 0 à 60 et ayant une vitesse maximale d'environ 109 mph par rapport aux 104 mph des modèles de 2,0 litres. Le moteur V6 Cologne de 2.0 litres de Ford a continué à être offert en parallèle avec l'unité Pinto sur les voitures badgées Taunus, et offre ici une comparaison intéressante avec le moteur quatre cylindres en ligne Pinto de taille similaire. Le V6 avec un taux de compression plus bas offrait moins de puissance et moins de performances, nécessitant plus d'une seconde supplémentaire pour atteindre 80 km/h). Il consommait cependant 12½% de carburant en moins et était considéré par les journalistes automobiles comme une unité beaucoup plus silencieuse et plus fluide. Le moteur de 2,3 litres était disponible dans les variantes GL, S et Ghia. Une option Ghia de 1,6 litre a également été introduite en même temps que les modèles V6 de 2,3 litres en réponse aux acheteurs privés et de flottes qui voulaient des finitions Ghia avec la même économie de carburant améliorée du plus petit moteur Pinto de 1,6 litre. Peu de voitures ont été vendues avec le moteur de 1,6 litre, le Pinto de 2,0 litres a toujours été de loin l'option de moteur la plus courante pour les modèles Ghia.
Des berlines deux et quatre portes et un break cinq portes ont été proposés avec tous les autres moteurs reportés. Cependant, au lancement, seules les voitures à moteur de 1,3 litre pouvaient être commandées au Royaume-Uni avec la carrosserie deux portes, puis uniquement avec les finitions «Standard» ou «L». Dans la pratique, relativement peu de Cortina Mark IV deux portes ont été vendues. Sur certains marchés, la berline deux portes était commercialisée en tant que coupé, mais ce n'était pas le cas en Grande-Bretagne. En Europe, Ford était déjà en concurrence dans le secteur des coupés avec la Capri, qui rencontrait un succès particulier sur le marché britannique.
Il y avait un choix de finitions de base, L, GL, S (pour Sport) et Ghia, encore une fois pas universelles avec tous les moteurs et sur tous les styles de carrosserie. Les jantes de style Rostyle étaient montées de série sur tous les modèles GL, S et Ghia Mark IV avec des jantes en alliage disponibles en option à un coût supplémentaire. Le tableau de bord a été reportés des dernières Cortina Mark III tandis que le break utilisait les presses de carrosserie arrière de la version précédente de la Taunus de 1970.
Malgré son statut de voiture la plus vendue de Grande-Bretagne tout au long de sa production, la Mark IV est maintenant la Cortina la plus rare, avec une mauvaise résistance à la rouille et la popularité du modèle auprès des coureurs de stock-car cités comme étant les principales raisons de sa disparition. Les modèles S de 2.0 L et 2.3 L, qui ont été abandonnés lors de l'introduction de la Mark V en août 1979, sont particulièrement rares.
Ford Australie a construit sa propre version, connue sous le nom de TE, avec l'unité quatre cylindres Pinto de 2,0 litres et l'unité six cylindres de 3,3 litres et 4,1 litres de la Ford Falcon. Les versions à six cylindres étaient plutôt lourdes au niveau du nez et ne se comportaient pas aussi bien que les quatre cylindres ou les modèles V6 européens. Le matériel à l'intérieur des portes et les colonnes de direction étaient partagés avec les Falcon et les versions australiennes avaient également leurs propres groupes d'instruments, la climatisation en option et des pare-chocs beaucoup plus grands. Elle avait également des clignotants latéraux. Le Cortina break était assemblé par Renault Australie dans son usine d'Heidelberg à Victoria.
Un nombre considérable a été exporté vers la Nouvelle-Zélande dans le cadre d'un accord de libre-échange où elles étaient vendues aux côtés de modèles assemblés localement similaires à ceux disponibles au Royaume-Uni.
En Afrique du Sud, la Mark IV était construite avec le moteur Kent de 1,6 litre et le V6 Essex de trois litres. À partir de mi-1978, le moteur quatre cylindres «Pinto» de deux litres construit à Cologne est également devenu disponible à la place de l'ancien V4 Essex. Elles étaient vendues en tant que L (1600), GL (2000) et Ghia (V6) avec une carrosserie berline quatre portes ou break.

## Mark V (1979-1982)

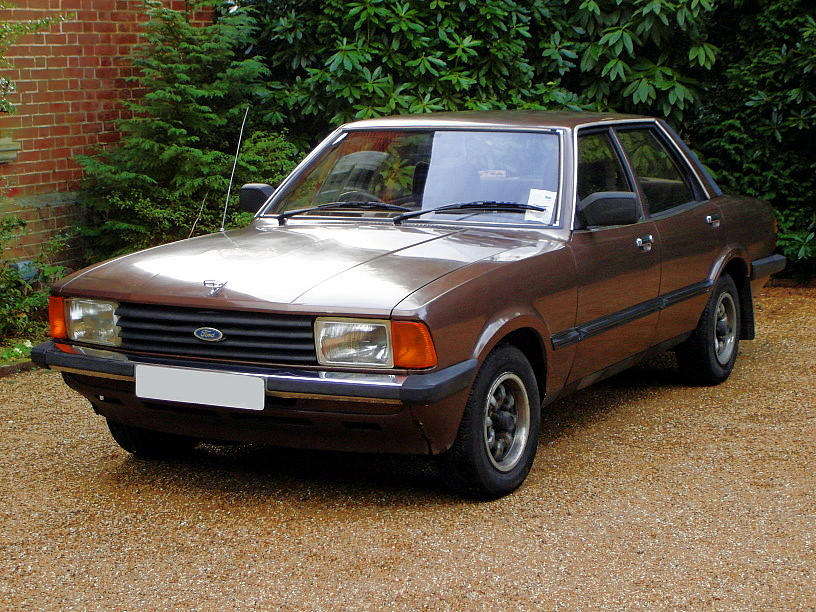
Cinquième génération

La Mark V a été annoncée le 24 août 1979. Officiellement, le programme portait le nom de code Teresa, bien qu'à l'extérieur, elle ait été commercialisée sous le nom de "Cortina 80", mais l'étiquette Mark V lui a été immédiatement donnée par les initiés et le grand public après sa publication dans la presse. Les prix commençaient à 3 475 £ pour un modèle de base à moteur de 1,3 litre.
En grande partie une mise à jour de la Mark IV, c'était vraiment une étape entre un lifting et une réincarnation. La Mark V se différenciée de la Mark IV en intégrant des phares révisés avec des clignotants plus grands intégrés (qui étaient maintenant également visibles sur le côté), une calandre à lattes plus large dite plus efficace du point de vue aérodynamique, un toit aplati, plus grande surface vitrée, piliers C plus minces avec couvercles d'évent révisés, feux arrière à lattes plus grands (sur les modèles berline) et finition améliorée. Les mises à niveau de style ont principalement été effectuées pour aligner la Cortina avec le langage de conception actuel de Ford vu sur les Fiesta MkI, Capri MkIII et la prochaine Escort MkIII.
Des améliorations ont également été apportées à la gamme des moteurs, avec de légères améliorations à la fois en termes d'économie de carburant et de puissance par rapport à la Mark IV. Le moteur V6 de 2,3 litres a reçu un allumage électronique et une légère augmentation de la puissance à 116 ch (87 kW; 118 ch), par rapport aux 108 ch (81 kW; 109 ch) de la Mark IV. Ford a également revendiqué une meilleure protection contre la corrosion sur les modèles Mark V; en conséquence, plus de Mark V ont survécu; cependant, la corrosion était encore un problème.
Les modèles break combinaient la carrosserie de la Mark IV (qui provenait initialement de la Ford Taunus de 1970) avec les presses de carrosserie avant de la Mark V. Une version pick-up ("bakkie") a également été construite en Afrique du Sud. En 1982, le Cortina pick-up a reçu une benne plus longue et était désormais commercialisé sous le nom de Ford P100.
Les variantes comprenaient les versions Base, L, GL et Ghia (toutes disponibles en berline quatre portes et breaks), ainsi que les versions Base et L en berline 2 portes(cette carrosserie était disponible jusqu'au niveau Ghia V6 sur les marchés étrangers). La remplaçante des modèles S de la Mark IV précédentes était la finition optionnelle S qui était disponible en tant que mise à niveau sur la plupart des modèles de Mark V à partir du niveau de finition L. Pour la dernière année modèle, 1982, il s'agissait de butées de pare-chocs avant et arrière, lampes de conduite de sport, un badge S sur le coffre, tachymètre, volant à 4 branches, paramètres de suspension révisés, amortisseurs avant à gaz, pommeau de levier de vitesses 'Sports', roues de route sport, pneus 185/70 SR x 13 et sièges sport Fishnet Recaro (en option). Diverses "éditions spéciales" ont été annoncées, dont la Calypso et la Carousel. Le modèle de production final était l'édition spéciale Crusader qui était disponible en berlines de 1,3 litre, 1,6 litre et 2,0 litres ou en breaks de 1,6 litre et 2,0 litres. La Crusader était un modèle final de sortie pour 1982, avec la Sierra nouvellement introduite. C'est la Cortina haut de gamme la mieux produite à ce jour et 30 000 ont été vendues, ce qui en a également fait le modèle en édition spéciale le plus vendu de Ford. Un autre modèle en édition spéciale était le break Cortina Huntsman, dont 150 ont été produits. À ce moment-là, la Cortina commençait à ressentir la concurrence d'une Vauxhall rajeunie (et influencée par Opel), qui avec la sortie en 1981 de la Cavalier à plate-forme J, commençait à faire des incursions sur le marché traditionnel des flottes de la Cortina, largement aidé par les avantages de poids de la traction avant.
La Cortina Mk V est sortie en Australie en avril 1980, où elle était connue sous le nom de Cortina TF. Elle s'est mal vendue et a été abandonnée en 1982.
Jusqu'en 1981 inclus, la Cortina était la voiture la plus vendue en Grande-Bretagne. Même au cours de sa dernière année de production, 1982, la Cortina était la deuxième voiture la plus vendue de Grande-Bretagne et la voiture familiale la plus populaire. Sur le continent, la version Taunus était en concurrence avec des conceptions plus modernes et pratiques comme la Talbot Alpine, la Volkswagen Passat et l'Opel Ascona.
La dernière Cortina - une Crusader argent - est sortie de la chaîne de production de Dagenham le 22 juillet 1982 lors du lancement de la Sierra, bien qu'il y en ait encore quelques-unes quittant le parvis en 1987, avec une dernière Cortina GL non enregistrée quittant un concessionnaire du Derbyshire en 2005. La dernière Cortina construite reste dans le Ford Heritage Centre à Dagenham, Essex, non loin de l'usine où elle a été assemblée.

## Succès des ventes
En 1967, la Ford Cortina a interrompu le règne de l'Austin/Morris 1100/1300 en tant que voiture la plus vendue de Grande-Bretagne. C'était la voiture la plus vendue en Grande-Bretagne pendant neuf ans sur dix entre 1972 et 1981, étant dépassée de peu par la Ford Escort en 1976.
La dernière incarnation de la Cortina était la voiture la plus vendue de Grande-Bretagne en 1980 et 1981, dépassant également les palmarès des ventes de 1979 lorsque la gamme passait du modèle de quatrième génération à la cinquième génération - cette année-là, elle a atteint un record britannique de plus de 193 000 ventes. Même en 1983, alors qu'au cours de sa dernière année de production, elle n'était que deuxième derrière la Ford Escort.
La Cortina était également une voiture très populaire tout au long de sa production en Nouvelle-Zélande et elle a continué à être vendue en tant que voiture neuve jusqu'en 1984[réf. nécessaire].
Bien que la Sierra ait été mise en vente en octobre 1982, des milliers de Cortina étaient toujours invendues à ce stade. Plus de 11 000 exemplaires ont été vendus en 1983 et 5 exemplaires ont été vendus jusqu'en 1987 lorsque la Sierra Sapphire a finalement été lancée.
Sa disparition a laissé Ford sans berline quatre portes de cette taille, car la Sierra n'était initialement disponible qu'en version à hayon ou break. Ford a plus tard abordé ce problème en lançant une version à malle de la Sierra (la Sierra Sapphire) au moment d'un lifting majeur début 1987. En 1983, Ford a également ajouté à la gamme une berline quatre portes basée sur l'Escort, l'Orion, attirant de nombreux anciens acheteurs de Cortina.
Au total, plus de 2,8 millions de Cortina ont été vendues en Grande-Bretagne au cours de sa production de 20 ans et cinq générations, et en mars 2009, il a été révélé que la Cortina était toujours la troisième voiture la plus populaire jamais vendue là-bas, en dépit d'être hors de production depuis près de trois décennies. Sa popularité était telle que même si elle n'a été produite que pendant trois ans dans les années 1980, la Cortina était la septième voiture la plus vendue de Grande-Bretagne dans cette décennie avec près de 500 000 ventes. Elle est restée un achat populaire sur le marché de l'occasion et une voiture courante sur les routes britanniques jusque dans les années 1990.
En décembre 2019, il y avait encore 3 826 Cortina immatriculées sur la route, avec 3 480 autres actuellement en notifications statutaires hors route. Avec la diminution d'offre de bons exemplaires construits en Europe, les amateurs ont importé au Royaume-Uni de plus en plus de Cortina de construction sud-africaine et néo-zélandaise. Le climat chaud et sec de ces pays signifie que moins de voitures ont succombé à la corrosion et elles ont l'avantage supplémentaire d'être en conduite à droite.
La série documentaire Arena de la BBC Two avait un segment sur la voiture et ses passionnés, diffusé en janvier 1982, six mois avant la fin de la production, date à laquelle Ford avait confirmé que le nom Cortina serait supprimé en faveur de Sierra - ce qui a incité une réaction notable du comédien Alexi Sayle.
Le groupe de punk rock britannique The Clash fait référence à la voiture dans la chanson Janie Jones, en chantant "Il est comme tout le monde, il a une Ford Cortina qui ne fonctionnera pas sans carburant".
Le groupe indépendant britannique Arctic Monkeys a mis en musique le poème "I Wanna Be Yours" de John Cooper Clarke en 2013, qui contient la phrase "Je veux être votre Ford Cortina, je ne rouillerai jamais".
Le groupe de rock irlandais The Saw Doctors a sorti une chanson intitulée Red Cortina en 1991 dans laquelle ils chantent "Votre père vous déposait, vous sortiez d'une Cortina rouge".

## Course et rallye
Au cours des années 1960 et 1970, la Ford Cortina Lotus était une voiture de rallye et de course à succès dans une grande variété de compétitions à travers l'Europe et l'Amérique du Nord. La Cortina standard était rarement utilisée en compétition de quelque sorte que ce soit, mais bénéficiait de la publicité générée par les versions Lotus.
À la fin de leur vie, cependant, de nombreuses Cortina ont vu de l'action sur des circuits de course ovales au Royaume-Uni, car leur rigidité et leur disponibilité immédiate dans les années 1980 et 1990 en ont fait un choix populaire pour les courses de stock car. Bien que les Cortina soient maintenant relativement rares, elles restent convoitées par la fraternité des courses de stock car et des réunions de Cortina sont encore des rencontres occasionnelles sur le calendrier des courses.
Ian Geoghegan a remporté le championnat australien de voitures de tourisme 1964 au volant d'une Ford Cortina GT.

## Autres voitures utilisant des moteurs de Cortina
Les moteurs Kent utilisés dans la Cortina (populairement connus sous le nom de «Crossflow»), étant légers, fiables et peu coûteux, étaient populaires auprès de plusieurs constructeurs de voitures de sport à faible volume, y compris Morgan qui les utilisait dans la 4/4 de 1962–81 (et continuent à utiliser des moteurs Ford dans la plupart de leurs modèles actuels). Les moteurs sont également trouvés dans un certain nombre de voitures en kit britanniques, et jusqu'à récemment, c'était le moteur de base dans les courses de Formule Ford, jusqu'à ce qu'ils soient remplacés par le moteur "Zetec".
Les moteurs Kent ont également été utilisés dans plusieurs petites Ford, notamment l'Escort, les Capri et la Fiesta.
Les unités Pinto à arbre à cames en tête utilisées à partir de la Mk.III, ainsi que dans les Capri, Granada et Transit contemporains, ont été transférées dans la Sierra pour ses premières années de production, avant d'être progressivement supprimées par les nouvelles unités CVH et DOHC. Comme le moteur Kent Crossflow, il a également été largement utilisé dans les voitures en kit - en conséquence, de nombreuses Cortina ont été mises au rebut uniquement pour leurs moteurs - les moteurs Pinto de 2,0 litres étant les plus populaires.
Ces dernières années, le phénomène inverse est devenu populaire parmi les amateurs, où les Cortina classiques ont été équipées de moteurs Ford modernes - l'unité la plus populaire étant l'unité Zetec de la Mondeo et de la Focus. Le moteur Zetec, bien qu'uniquement destiné à une utilisation en traction avant à l'origine, peut être adapté assez facilement en raison de l'utilisation du moteur en Formule Ford en remplacement des unités Kent.

## Ventes et fabrication hors du Royaume-Uni
La Cortina a également été vendue sur d'autres marchés à conduite à droite comme l'Irlande, où elle était assemblée localement, l'Australie, la Nouvelle-Zélande, l'Indonésie, la Malaisie, Singapour, la Thaïlande (production locale de 1961-76 en coentreprise avec Anglo-Thai Motor Company, importateur de Ford), à Malte et en Afrique du Sud. Les Cortina Mark III breaks ont été adoptés comme voitures de police à Hong Kong. La Cortina a également été assemblée en conduite à gauche aux Philippines, en Corée du Sud (comme tout premier modèle de Hyundai) et à Taiwan (par Ford Lio Ho) jusqu'au début des années 1980.
Les deux premières générations de la voiture ont également été vendues par des concessionnaires Ford américains dans les années 1960. La Cortina y a concouru avec assez de succès contre la plupart des autres petites voitures d'importations de son époque, y compris l'Opel Kadett de GM, la Renault Dauphine et les Toyota et Datsun qui viennent d'apparaître, bien qu'aucune d'entre elles n'ait approchée le succès phénoménal de la Volkswagen Coccinelle. La Cortina a été retirée du marché américain lorsque Ford a décidé de produire une petite voiture nationale en 1971, la Ford Pinto, bien qu'elle ait continué au Canada (avec la Cortina Mark III) jusqu'à la fin de l'année modèle 1973. Après la Cortina, les produits européens ultérieurs de Ford pour le marché américain (à l'exception de la Fiesta Mk I de 1978-80) étaient vendus par les concessionnaires Lincoln-Mercury (notamment la Ford Capri (MkI et II) et la Ford Sierra - cette dernière étant commercialisé aux États-Unis sous la marque Merkur).
La Cortina a également été vendue sur certains marchés d'Europe continentale, tels que la Scandinavie, aux côtés des Taunus, ainsi que le Portugal, étant assemblé dans l'usine Ford à Amsterdam depuis le lancement en 1962 et jusqu'en 1975. La production était destinée au marché néerlandais, mais aussi à l'exportation vers des pays non membres de la CE et même à l'exportation vers le Royaume-Uni si la demande y était supérieure à la capacité de production du Royaume-Uni.

### Nouvelle-Zélande
La gamme de Cortina néo-zélandaise a généralement suivi celle de la Grande-Bretagne. L'assemblage global en complete knock down s'est déroulé de 1962 à juin 1983, à l'usine Ford de Lower Hutt (Seaview).
La gamme de la Cortina Mark IV, introduite dans l'usine d'assemblage locale début 1977, était très similaire à celle proposée au Royaume-Uni - une différence de spécification principale, cependant, était l'utilisation d'instrumentation métrique et le fait qu'une berline deux portes n'était pas proposée. Des tailles de moteur de 1,6 litre et 2,0 litres étaient disponibles. Au fil des ans, le modèle de 2,0 litres était devenu en Nouvelle-Zélande un véhicule très populaire pour les flottes et le transport de milliers de représentants commerciaux.
En outre, il y avait des importations limitées de Cortina Mark IV australiennes, équipée à la fois de moteurs quatre cylindres de 2,0 litres qui comportaient plus d'équipements de contrôle des émissions que les voitures d'origine britannique, et des moteurs six cylindres de 4,1 litres de la Falcon.
La gamme Mark V a été introduite début 1980, une gamme qui comprenait des Base de 1,6 L et 2,0 L une GL de 2,0 L, une Ghia de 2,0 L, une Ghia V6 de 2,3 L et des variantes break pour la Base de 1,6 L et 2,0 L. Le modèle de 2.0 L, non encombré par les réglementations sur les émissions, a 74 kW (100 ch) à 5 200 tr/min. En 1982, le modèle GL de 2.0 L a été abandonné et remplacé par un modèle S (Sport) de 2.0 L, et contrairement au Royaume-Uni, il s'agissait d'un modèle à part entière. La "S" a reçu un aileron avant noir en deux parties et un aileron arrière. Deux lampes halogènes supplémentaires étaient de série, tout comme une calandre de couleur carrosserie. La plupart des garnitures chromées étaient noircies, tandis que les roues en acier recevaient une bande chromée. Un fourgon commercial de 2.0 L a également été introduit - essentiellement un Cortina break sans sièges arrière, destiné aux acheteurs de flottes.
Tous les modèles de 2,0 litres avaient l'option d'une transmission automatique, et avec le V6 de 2,3 litres, c'était la seule transmission offerte. Le modèle de 2.3 L a également reçu une direction assistée et un matériau insonorisant supplémentaire. Une boîte à cinq vitesses n'était pas disponible. Une option unique, offerte sous garantie par un concessionnaire, South Auckland Ford, était un turbocompresseur.
Les modèles Ghia étaient équipés de la même manière que les modèles britanniques, mais seuls les modèles V6 de 2,3 litres comportaient des roues en alliage de Ford importées. Les jantes en acier de style "Rostyle" de Ford étaient montées sur tous les modèles GL, Ghia et S de 2.0 L, et en option sur les autres modèles. Les modèles Ghia néo-zélandais, cependant, ne comportaient pas de toit ouvrant coulissant en acier (monté de série sur les modèles Ghia britanniques), bien que certains modèles aient un toit ouvrant du marché secondaire.
La Cortina était une voiture populaire en Nouvelle-Zélande, étant la voiture la plus vendue en sept ans avec plus de 100 000 unités assemblées au total. Elle a été manquée par beaucoup quand elle a cessé sa production en juin 1983, notamment après que Ford Nouvelle-Zélande ait parcouru le monde à la recherche de kits de montage excédentaires, dont un certain nombre provenaient de Cork en Irlande. Les modèles breaks sont restés disponibles jusqu'en 1984. La gamme Cortina a finalement été remplacée par la gamme Ford Telstar de 1983 et la Ford Sierra familiale de 1984. Cependant, les ventes avaient diminué au début des années 80, l'âge moyen des acheteurs en 1981 se situant entre 45 et 54 ans. La qualité et l'équipement étaient également des sujets de préoccupation, l'assembleur local accueillant la remplaçante de la Cortina construite par Mazda.
Par rapport à la Grande-Bretagne et à de nombreux autres pays où la Cortina était exportée à l'origine, en Nouvelle-Zélande elle a un taux de survie bien supérieur en raison du climat beaucoup plus sec et plus favorable à la préservation des voitures classiques sans rouille. Il n'est pas rare de voir des exemplaires en utilisation quotidienne, en particulier dans les zones rurales de Nouvelle-Zélande, et l'obtention de pièces de rechange pour les maintenir sur les routes n'est pas encore devenue un problème majeur. Cependant, la Nouvelle-Zélande a été une source populaire de Cortina en bon état pour les exporter vers le Royaume-Uni où la rouille en a condamné la majorité.

### Afrique du Sud
En Afrique du Sud, la gamme Cortina comprenait des variantes à moteur V6 «Essex», à la fois sous forme de 2,5 litres et de 3,0 litres.
À partir de juillet 1971, une version pick-up conçu localement (connu en afrikaans sous le nom de «bakkie») a également été proposé, et il est resté en production même après le remplacement de la Cortina par la Sierra. Le Cortina pick-up a été exporté au Royaume-Uni, sous une forme à empattement allongé, sous le nom de Ford P100 jusqu'en 1988, lorsque Ford a désinvesti l'Afrique du Sud, et une version pick-up de la Sierra de construction européenne a été introduite à sa place. Ironiquement, le P100 basé sur la Cortina MK5 a été lancé au Royaume-Uni en 1982, l'année où la Cortina standard a été remplacée par la Sierra.
La gamme de modèles Mark V, introduite en 1980 pour le marché sud-africain, comprenait: L de 1.3 litre (1980-1982), L et GL de 1.6 litre (1980-1983), GL et Ghia de 2.0 litres (1980-1984), XR6 de 3.0 litres (1980-1983), L break de 1.6 litre (1980-1983), GL break de 2.0 litres (1980-1983), GLS de 3.0 litres (1980-1984), One-Tonner de 1.6 litre (1980-19850 et One-Tonner de 3.0 litres (1980-1985).
La XR6 était une version sportive qui utilisait le moteur V6 Essex et qui comportait des ailes et des sièges sport.
En 1981, une version appelée XR6 Interceptor a été mise en vente en tant que version spéciale d'homologation conçue pour participer à des courses de voitures de série. Elles comportaient des triples carburateurs Weber DCNF, un arbre à cames agressif, un collecteur d'échappement tubulaire, des révisions de suspension et des roues Ronal plus larges de 13 pouces. Elles produisaient 118 kW et n'étaient disponibles qu'en rouge. 250 unités ont été produites.
Plus tard, une édition spéciale, la XR6 TF, a été mise en vente pour célébrer le succès de la course «Team Fords» avec la XR6. Il s'agissait essentiellement de XR6 aux couleurs extérieures et intérieures de la Team Ford, bleu et blanc.
En 1983, une version spéciale a été créée par Simpson Ford pour apaiser la demande d'une Cortina de type Interceptor et elle a été vendue par les concessionnaires Ford du pays. Elles venaient en rouge avec un quart inférieur blanc et parcouraient le 0 à 100 km/h en 8,5 secondes avec une vitesse de pointe de 195 km/h.
Les modèles Mark V sud-africains différaient légèrement des modèles britanniques avec des roues, des pare-chocs et des garnitures intérieures différents.
La dernière Cortina toute neuve a été vendue en Afrique du Sud à la mi-1984. C'était souvent la voiture la plus vendue du pays, étant beaucoup plus populaire que les modèles Sierra, Telstar et Mondeo qui l'ont suivie.

### Pakistan
Au début des années 1960, les Cortina étaient assemblées par Ali Automobiles à Karachi.

## Galerie d'images

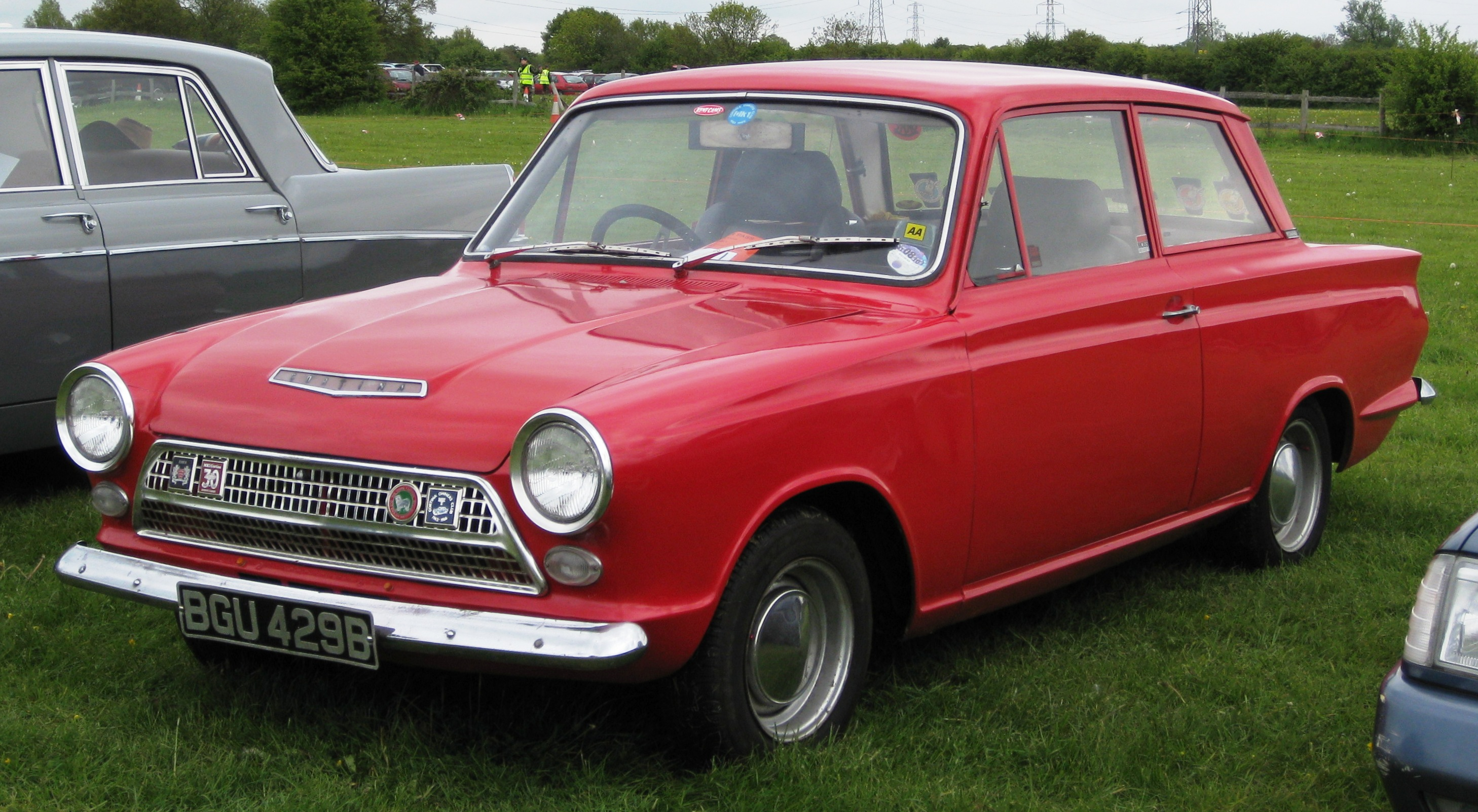
Ford Cortina Mark I berline 2 portes (pré-lifting)
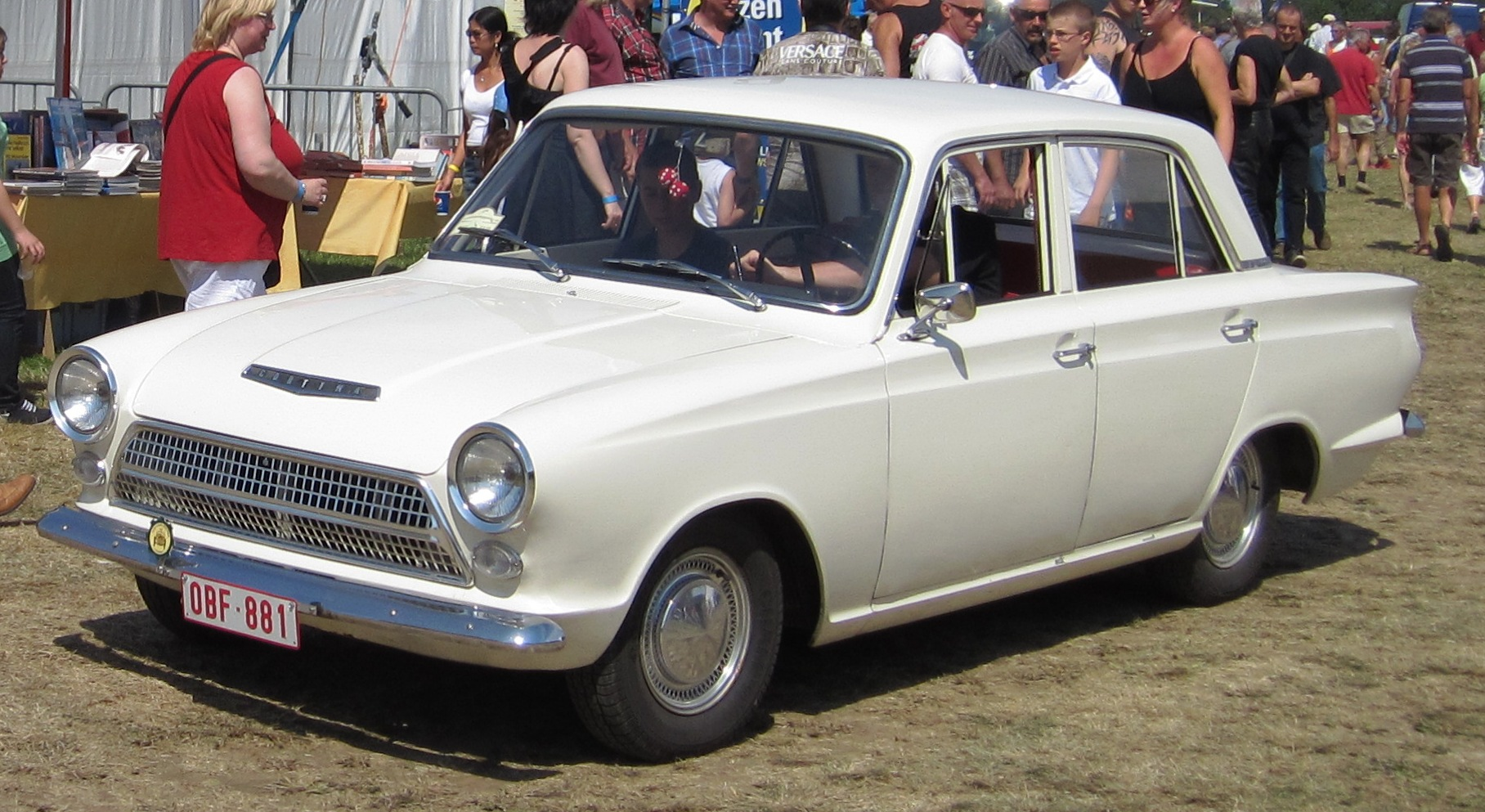
Ford Cortina Mark I berline 4 portes (pré-lifting)
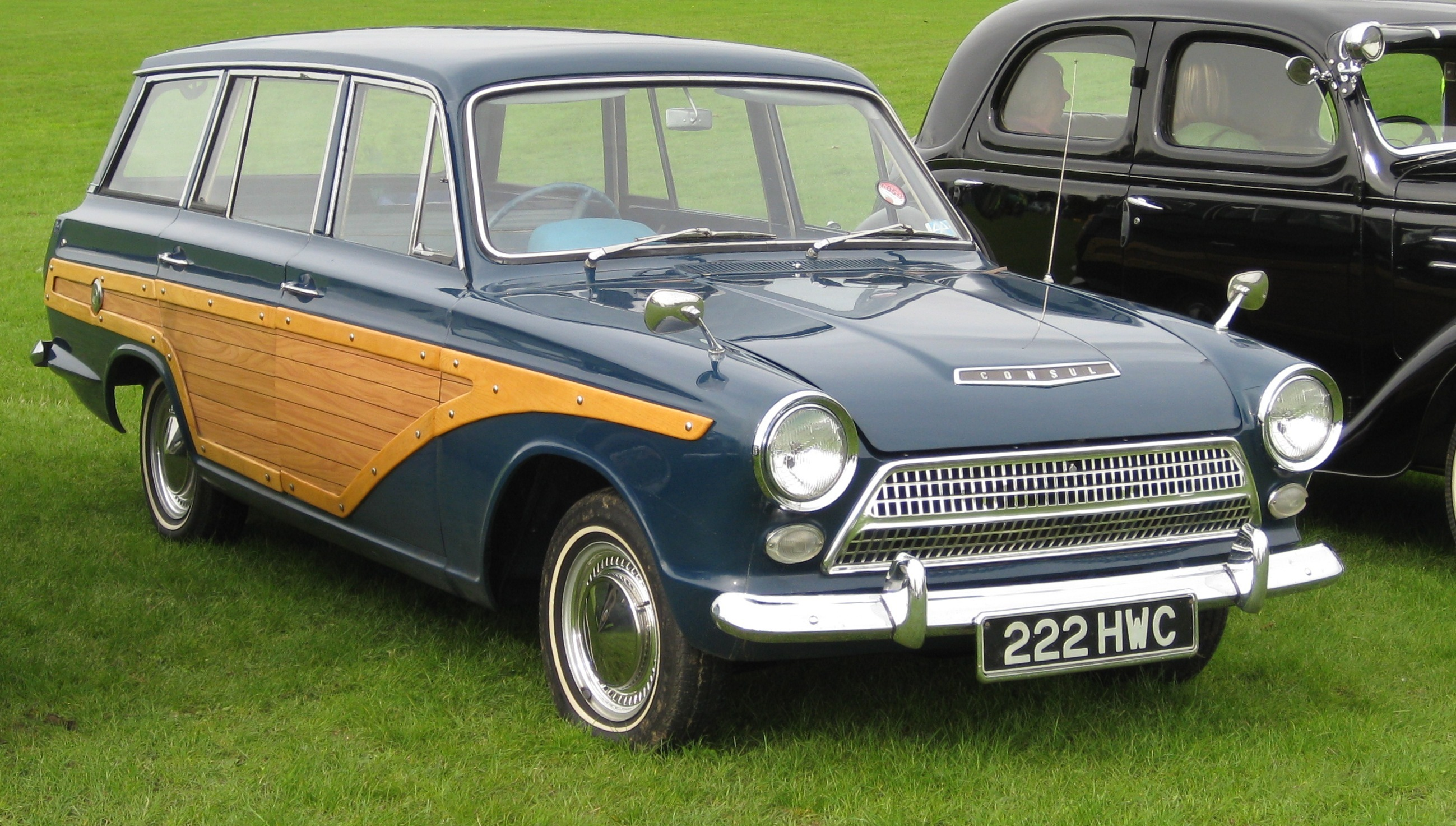
Ford Consul Cortina Mark I break (pré-lifting)
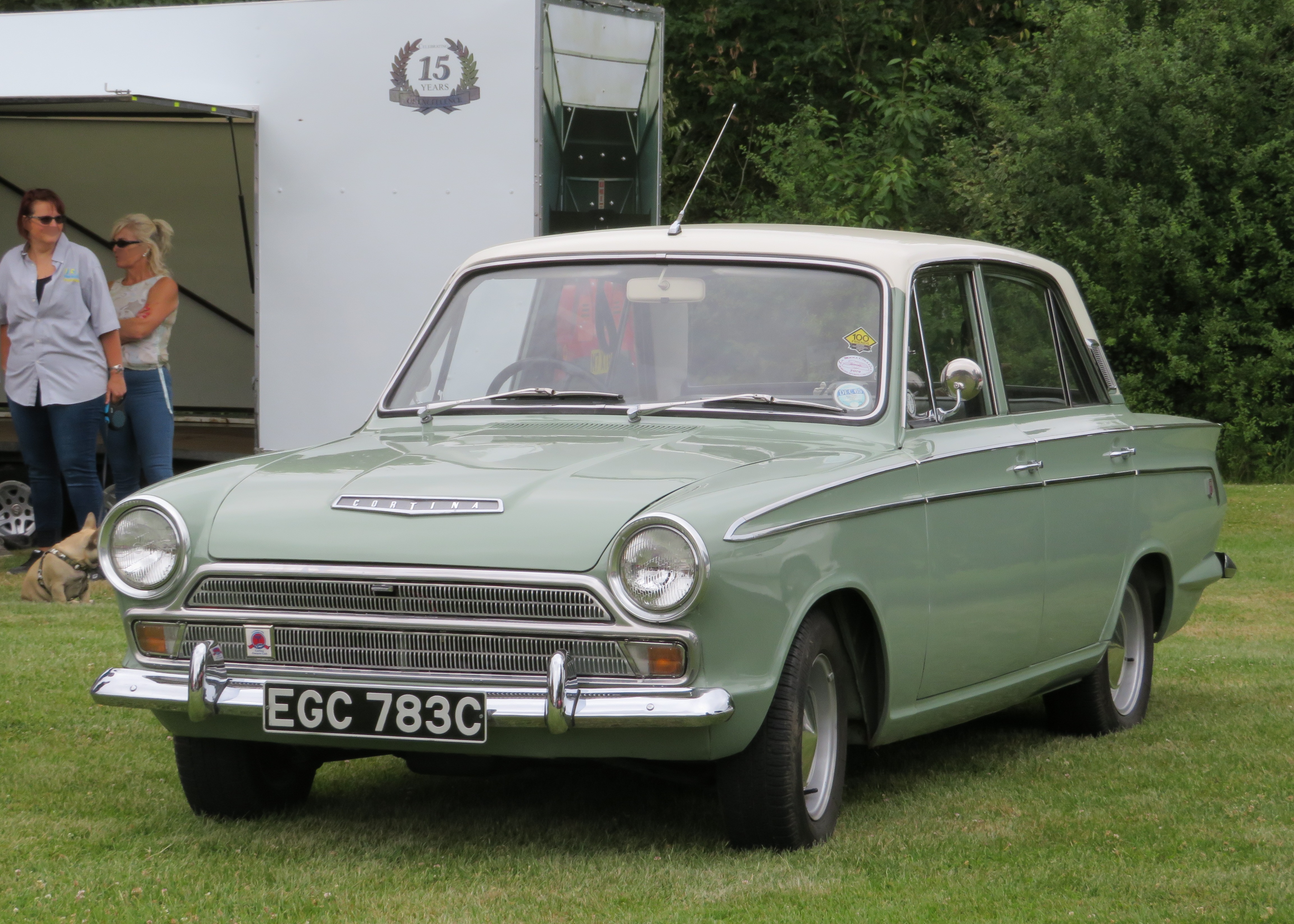
Ford Cortina Mark I berline 4 portes (après le lifting)
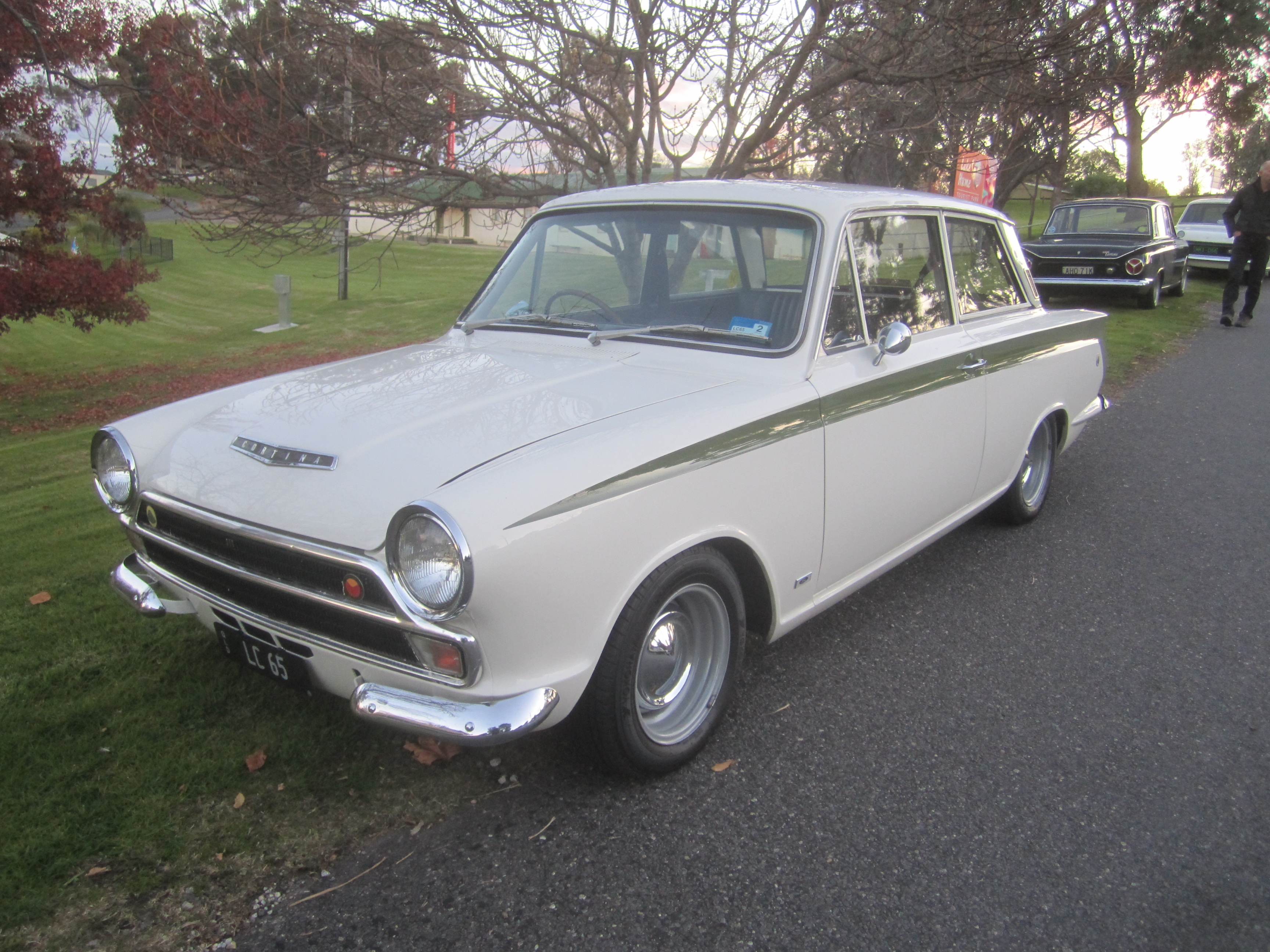
Ford Cortina Lotus Mark I (après le lifting)
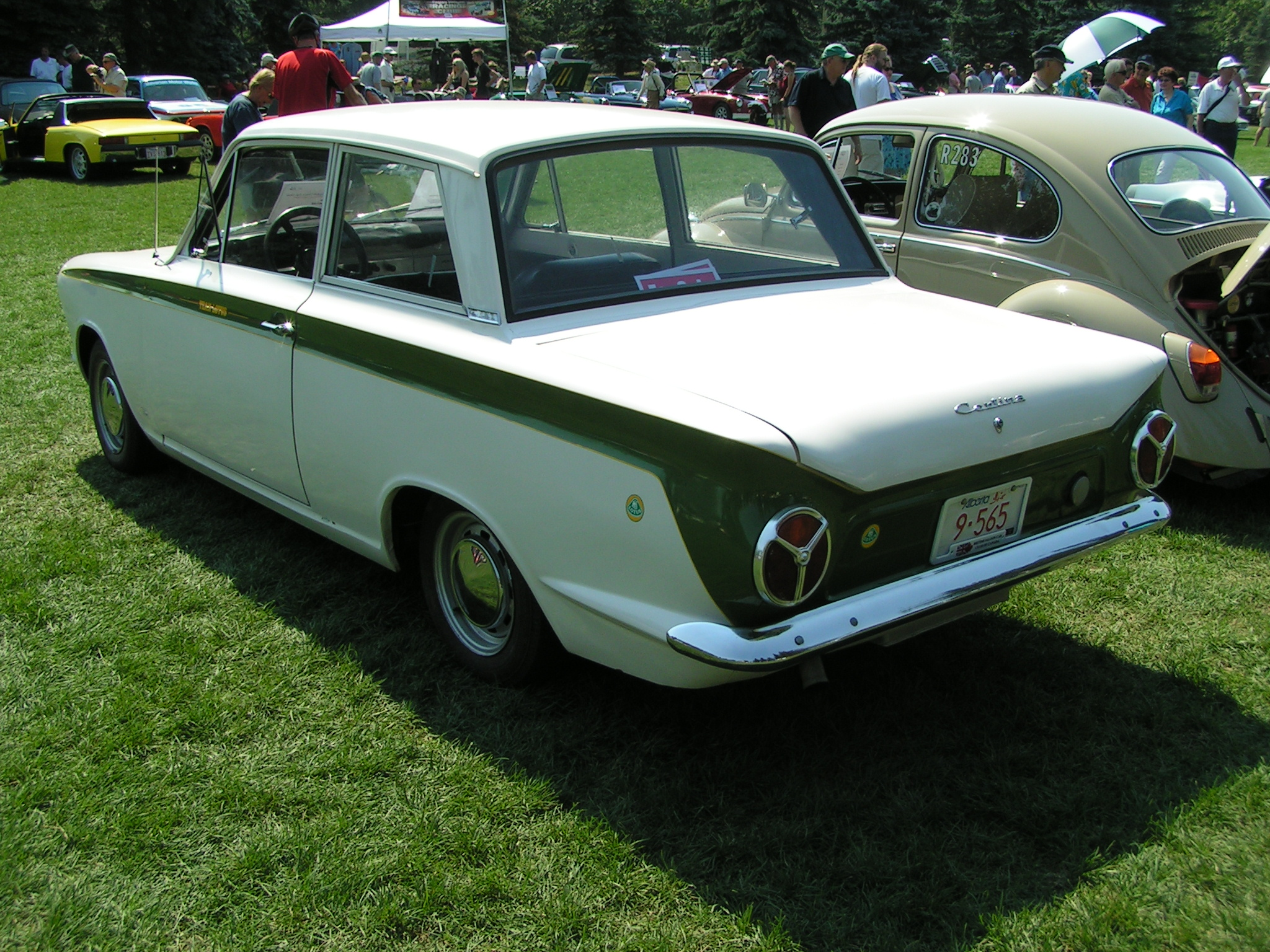
Ford Consul Cortina arrière
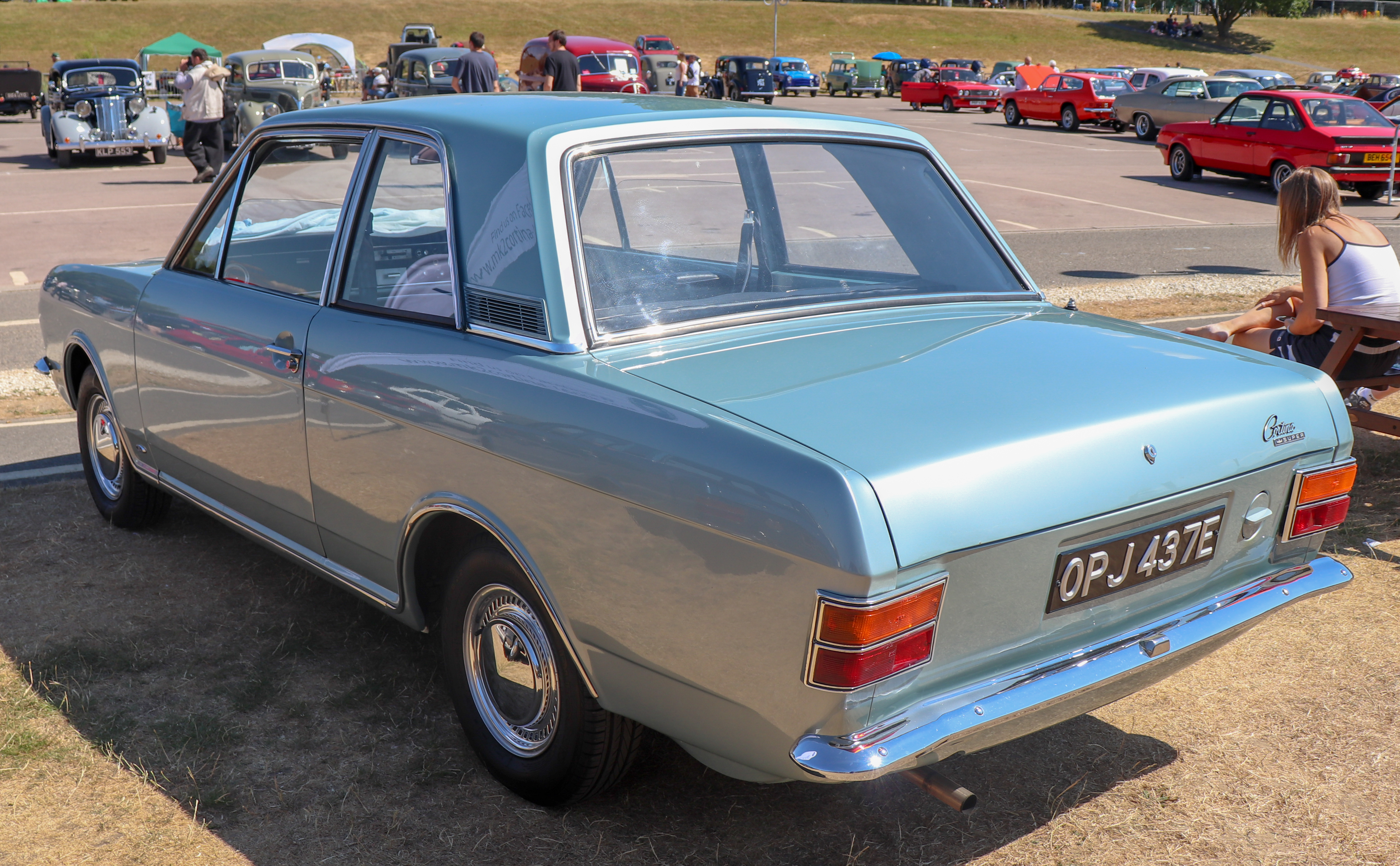
Ford Cortina Mark II berline 2 portes
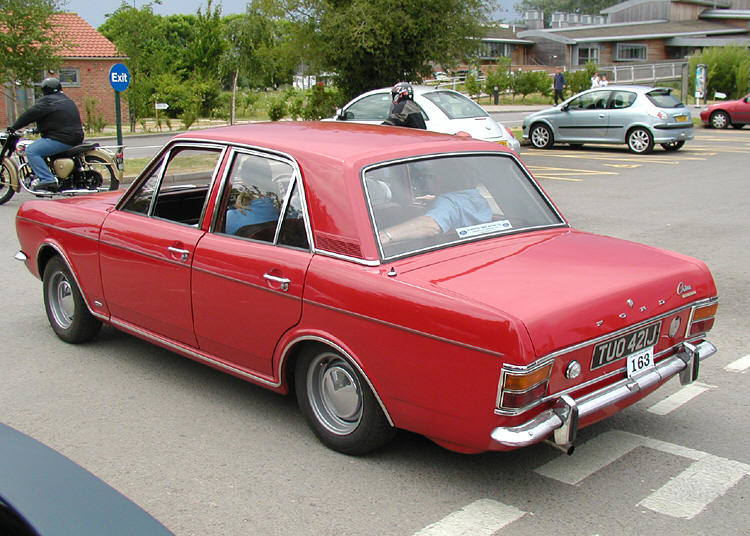
Ford Cortina Mark II berline 4 portes
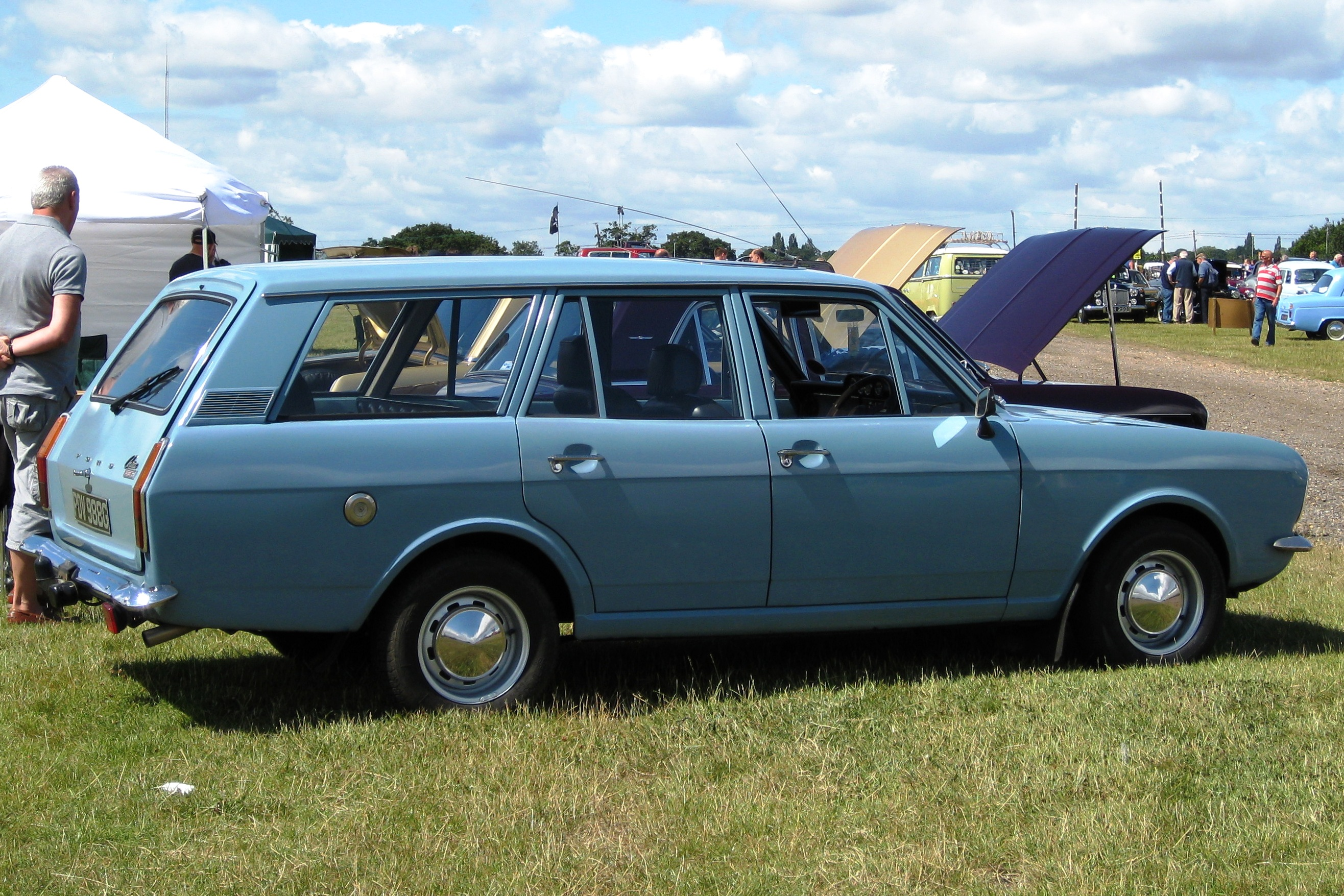
Ford Cortina Mark II break
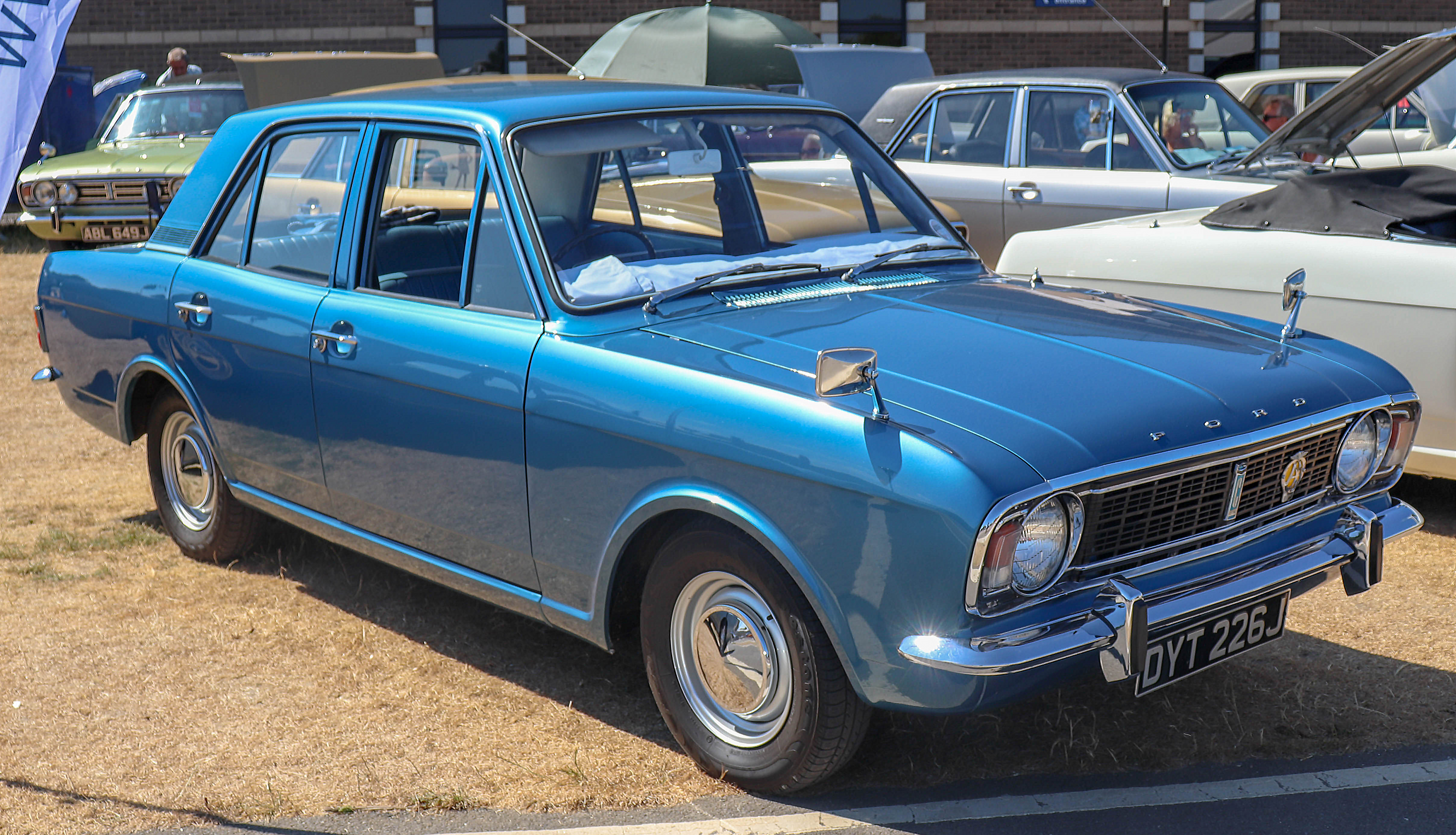
Avant de la Mark II révisée, notez la calandre noircie
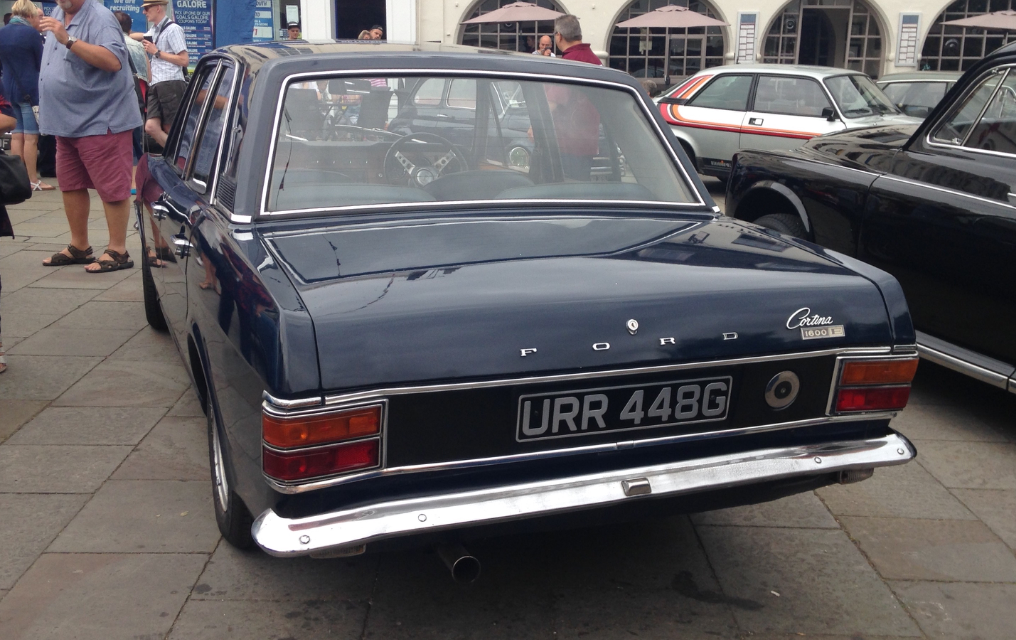
Arrière de la Mark II révisée, notez les bandes chromées autour des feux arrière et les lettres majuscules et séparées orthographiant «FORD»
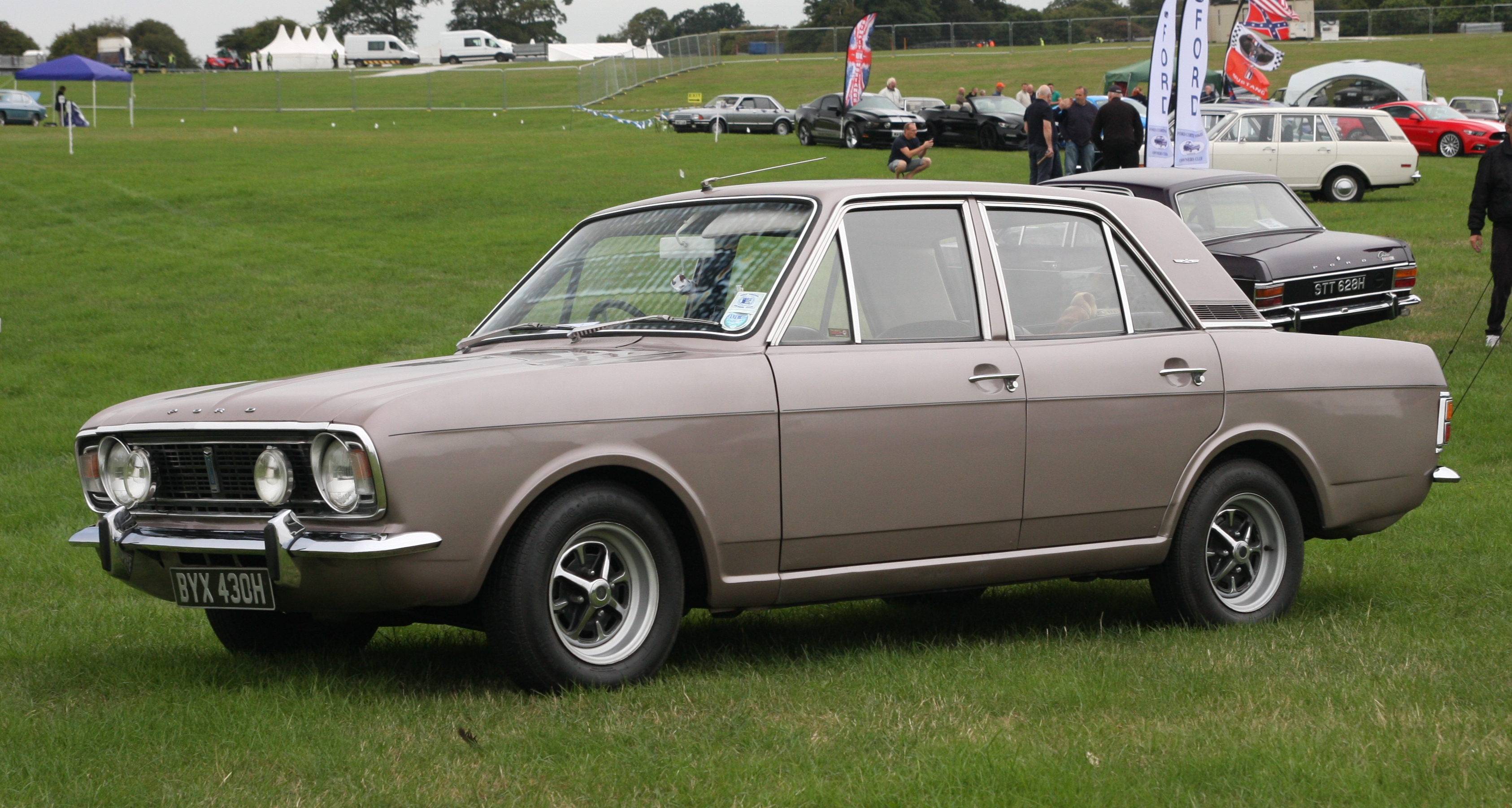
Ford Cortina 1600E Mark II berline 4 portes
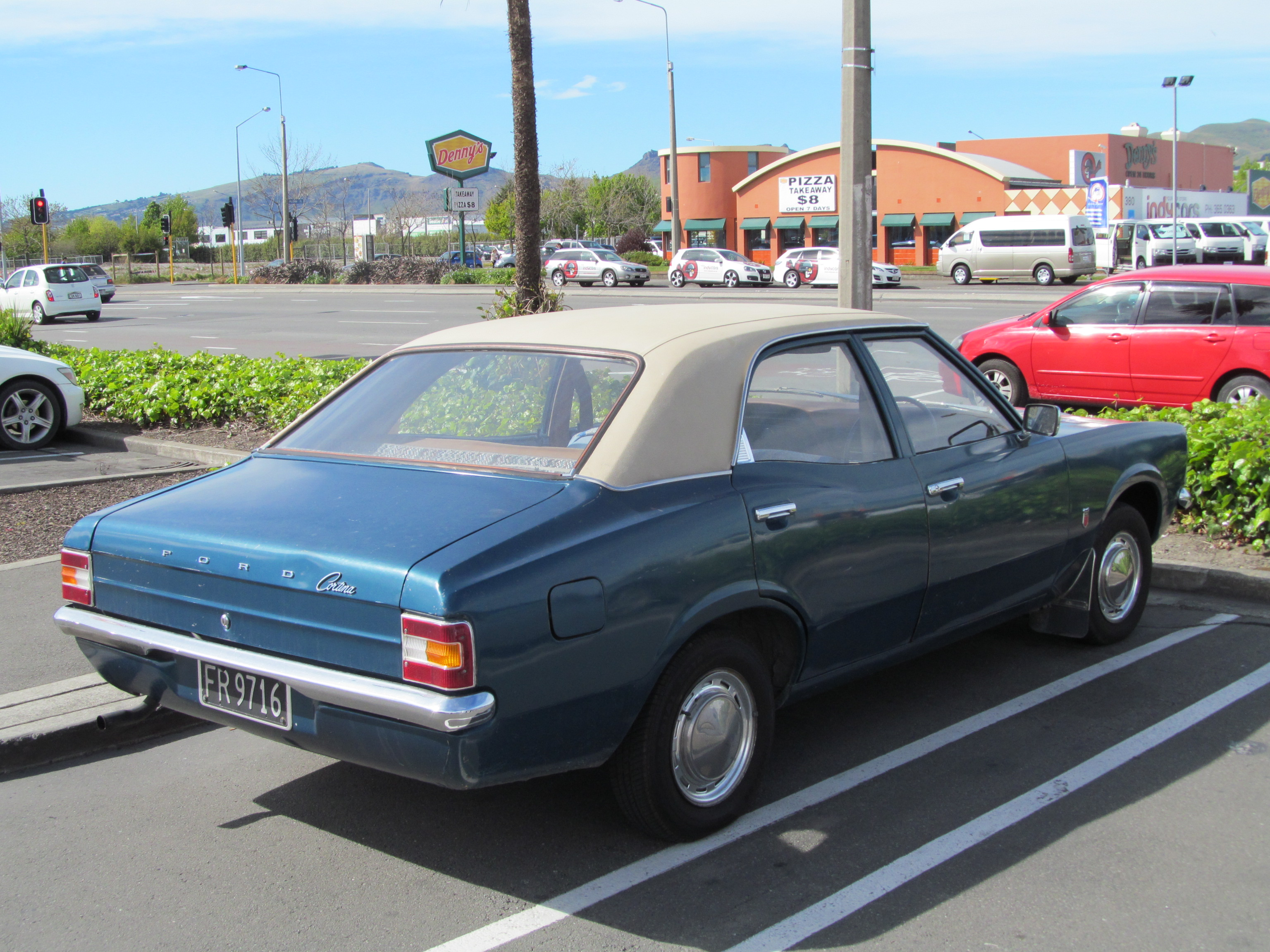
Berline 4 portes
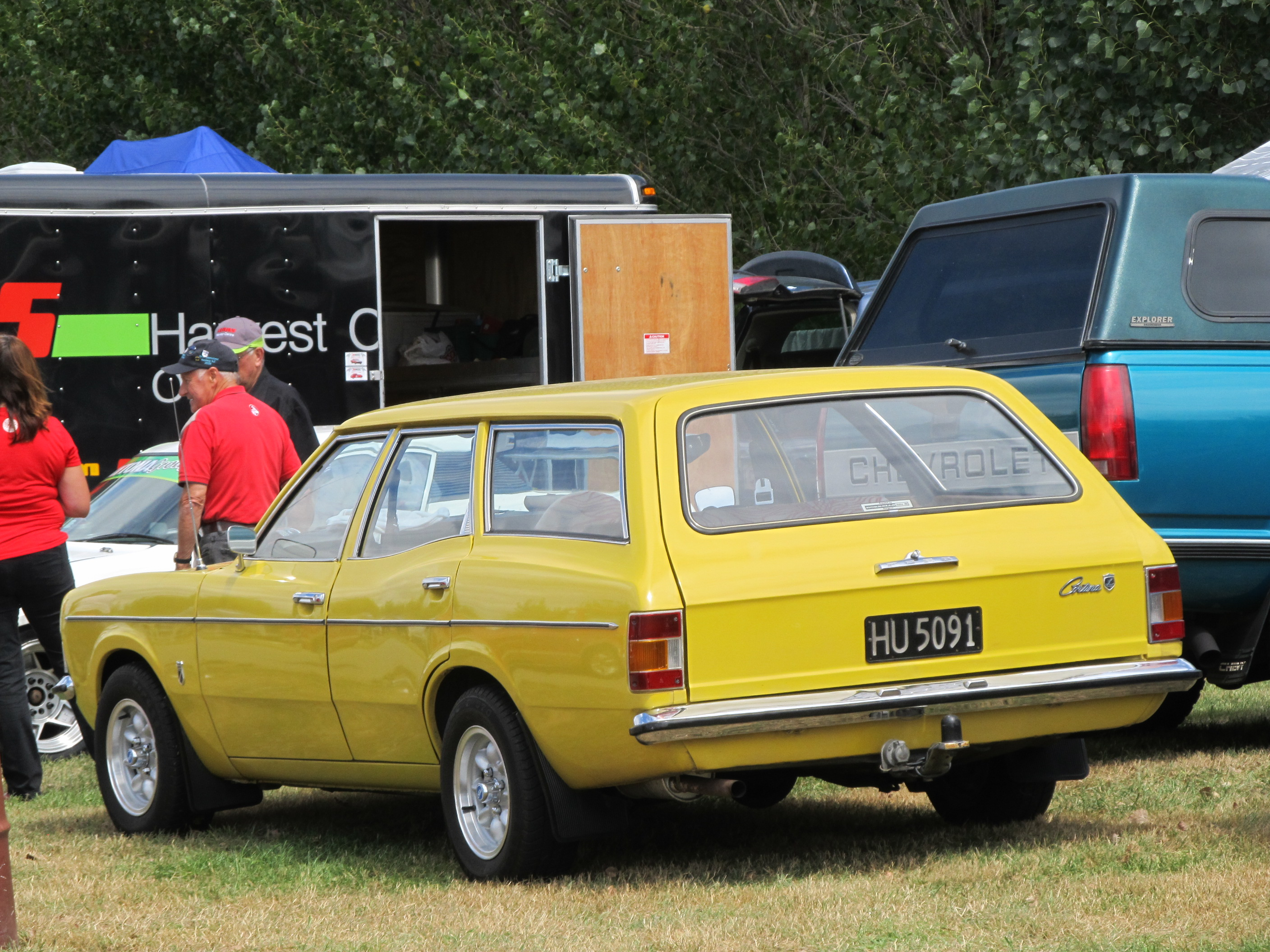
Break (avec roues non standard)
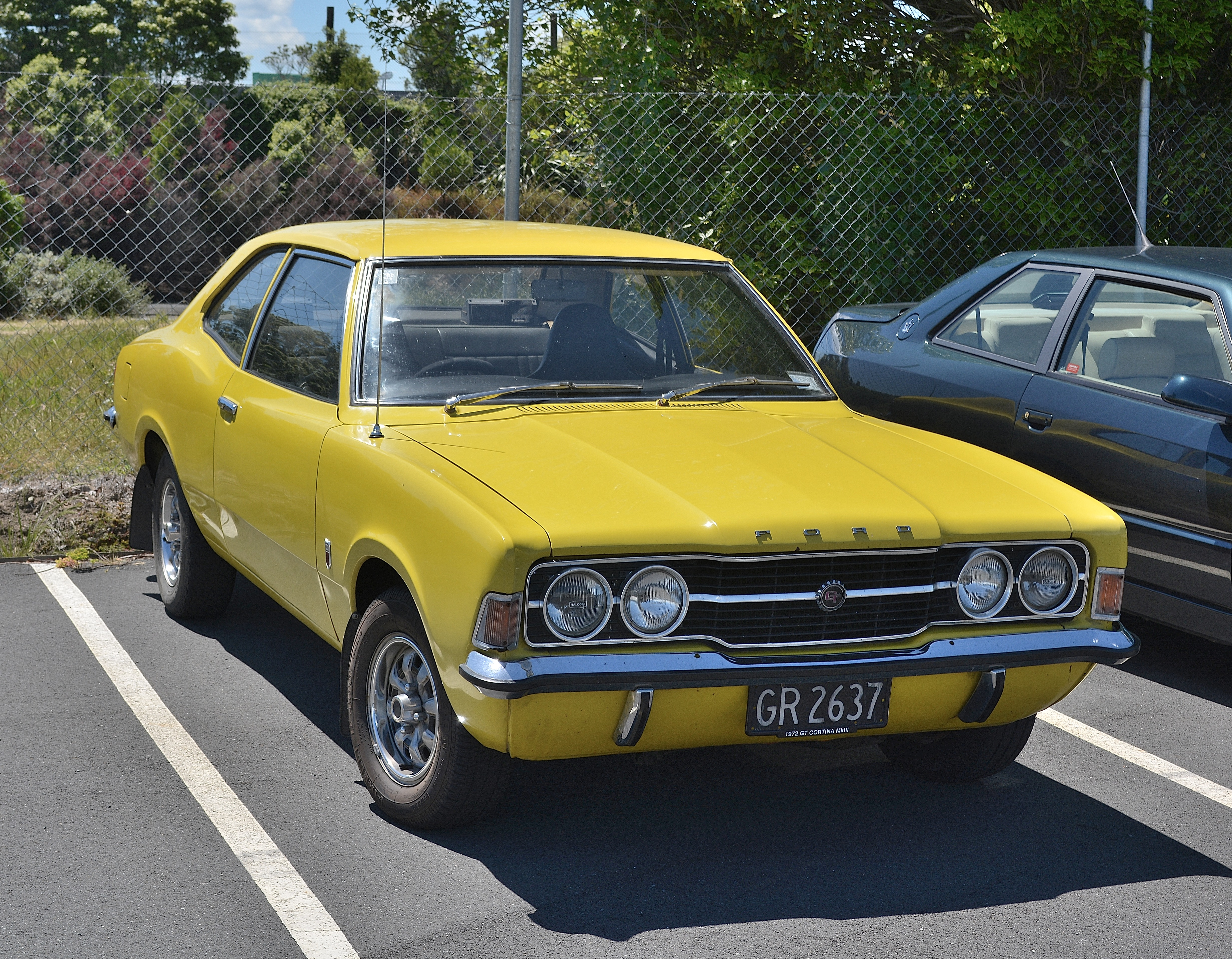
Berline 2 portes
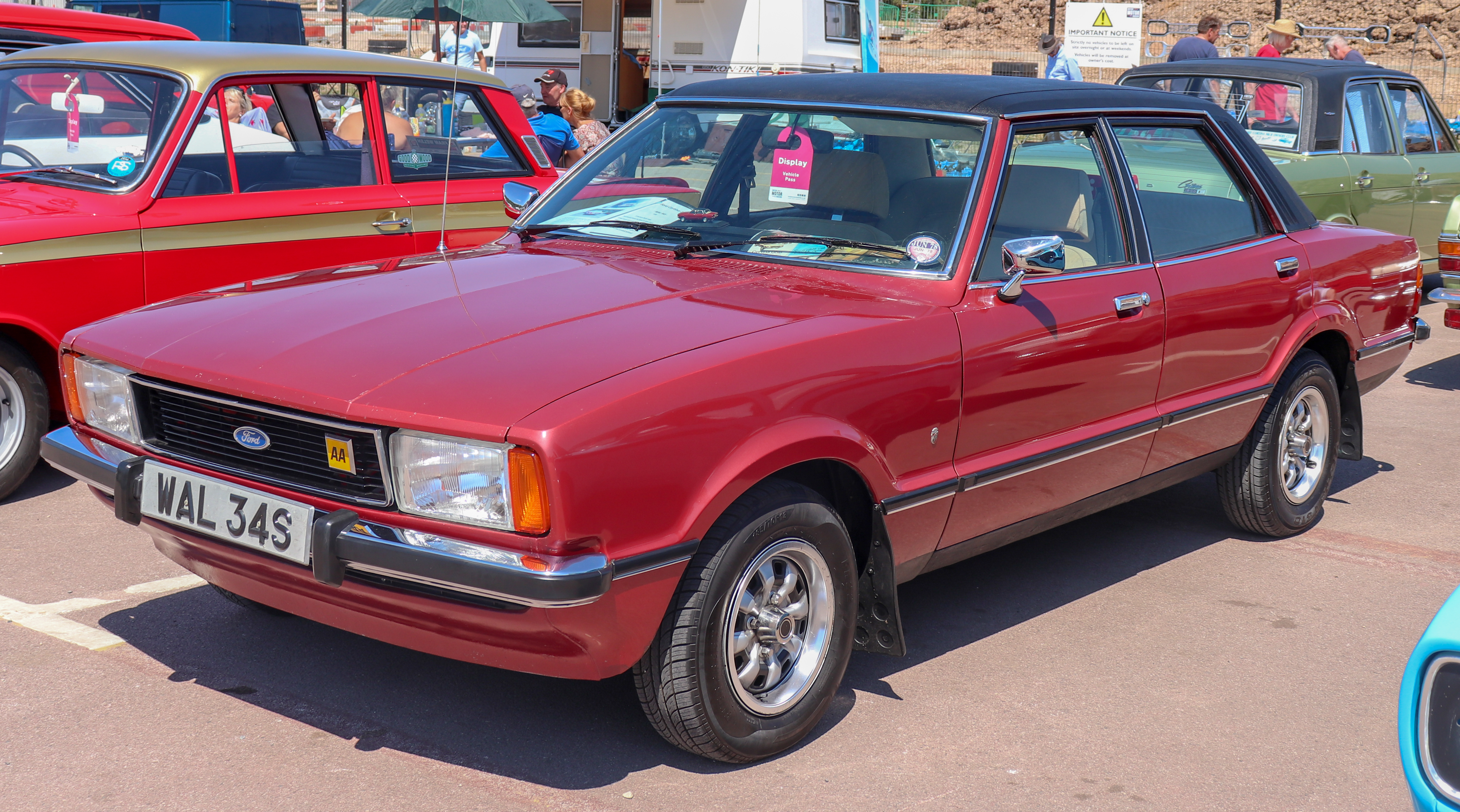
Ford Cortina Ghia berline 4 portes de 1978
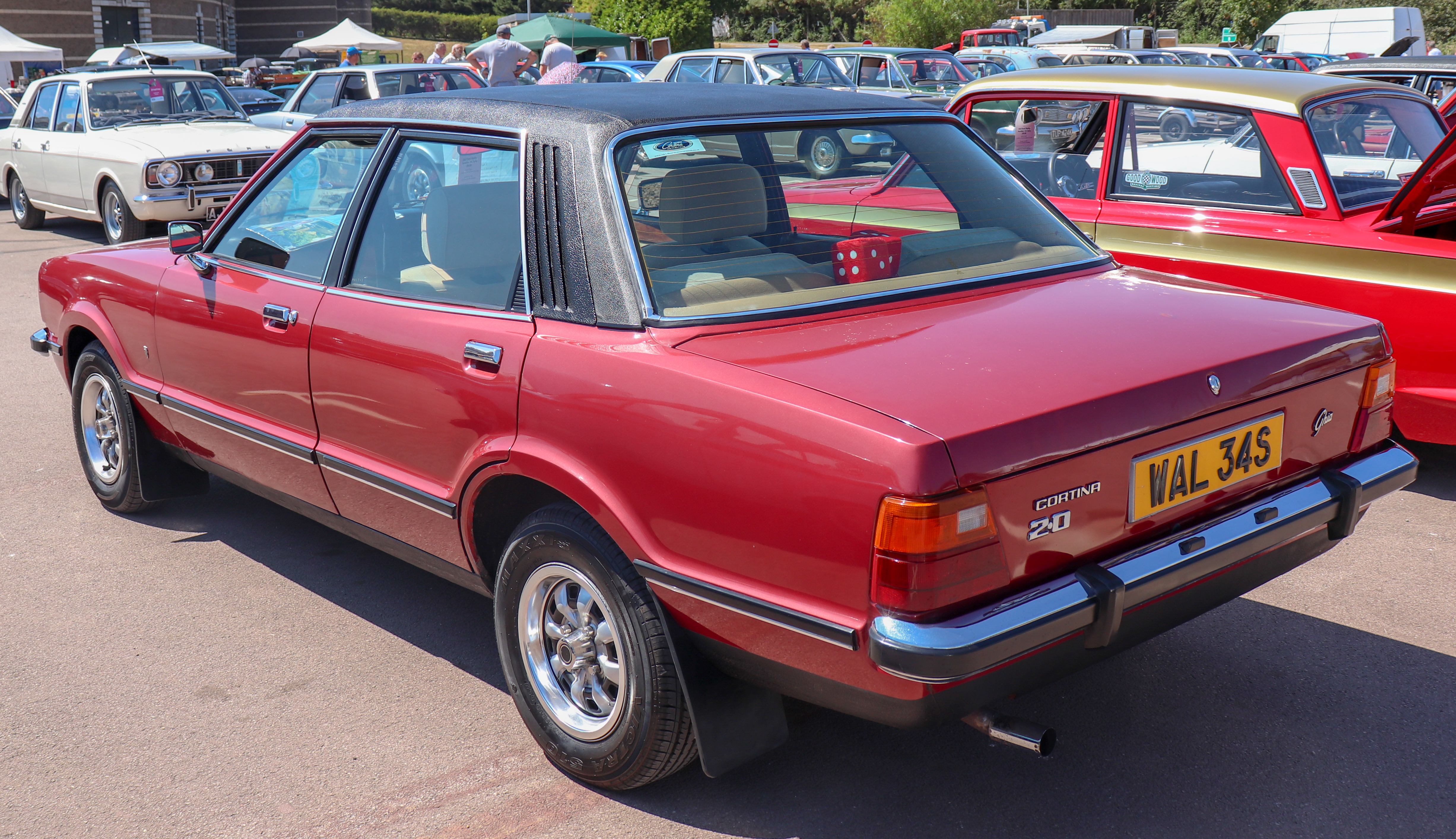
Ford Cortina Ghia berline 4 portes de 1978
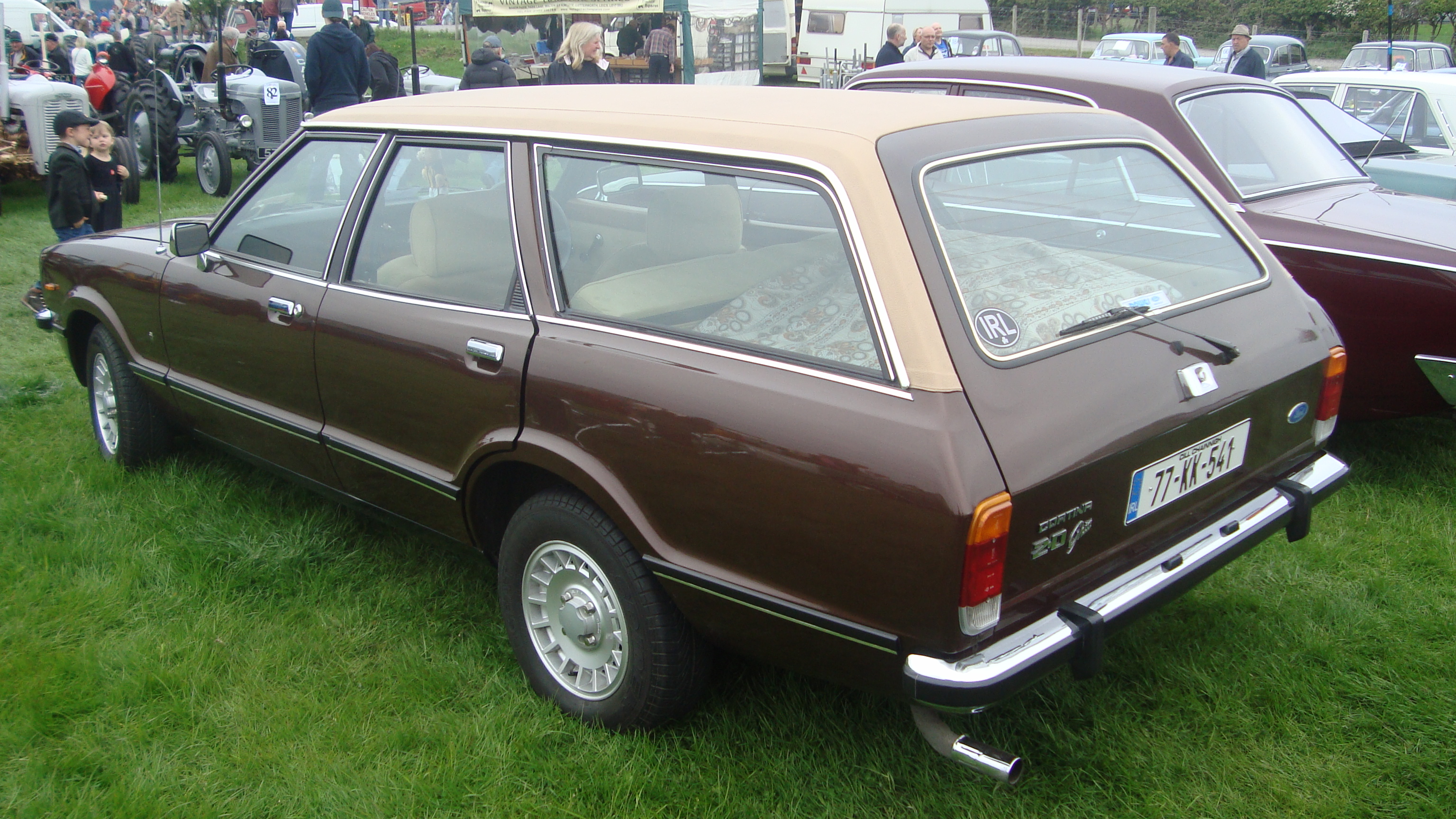
Mark IV break
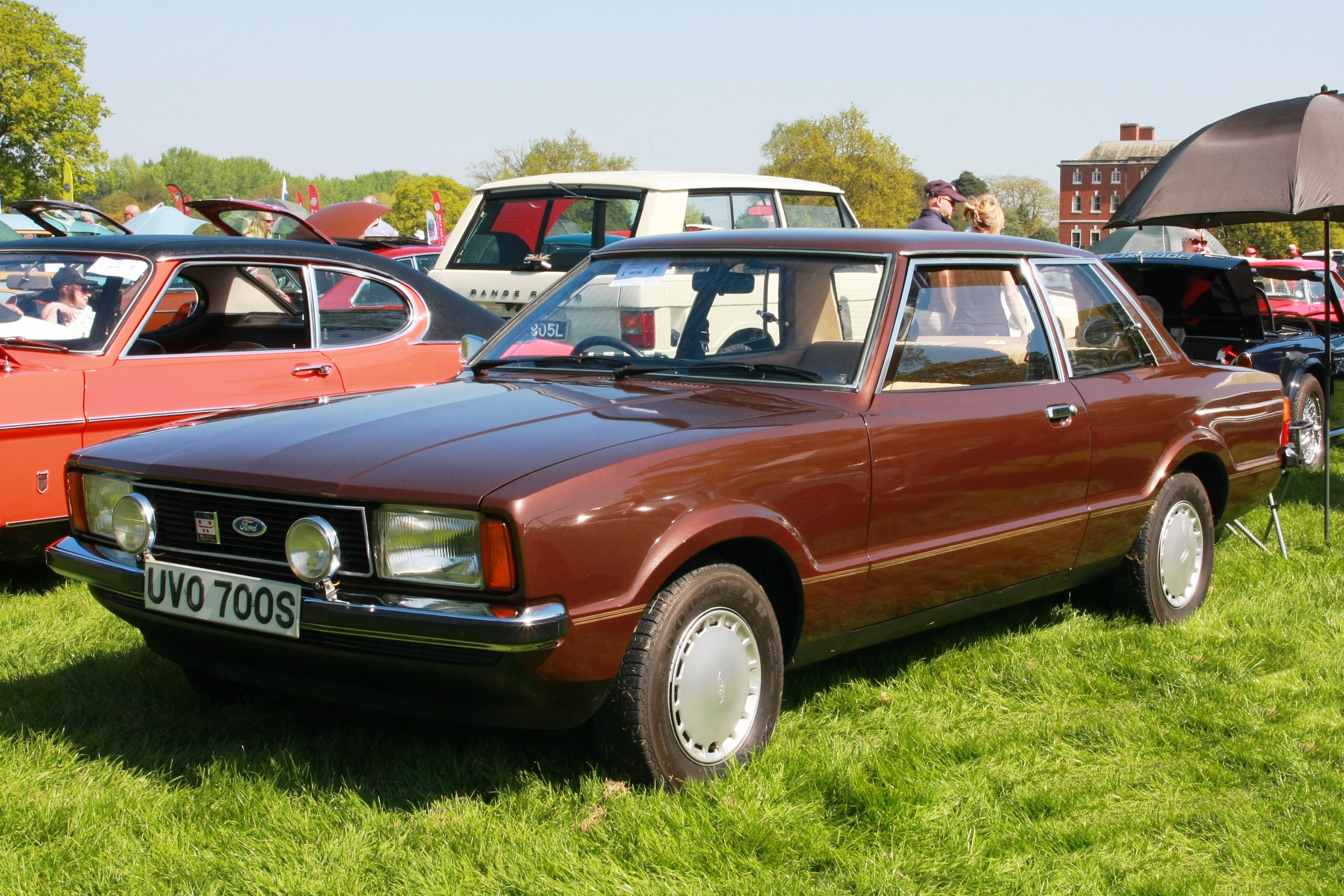
Ford Cortina L berline 2 portes
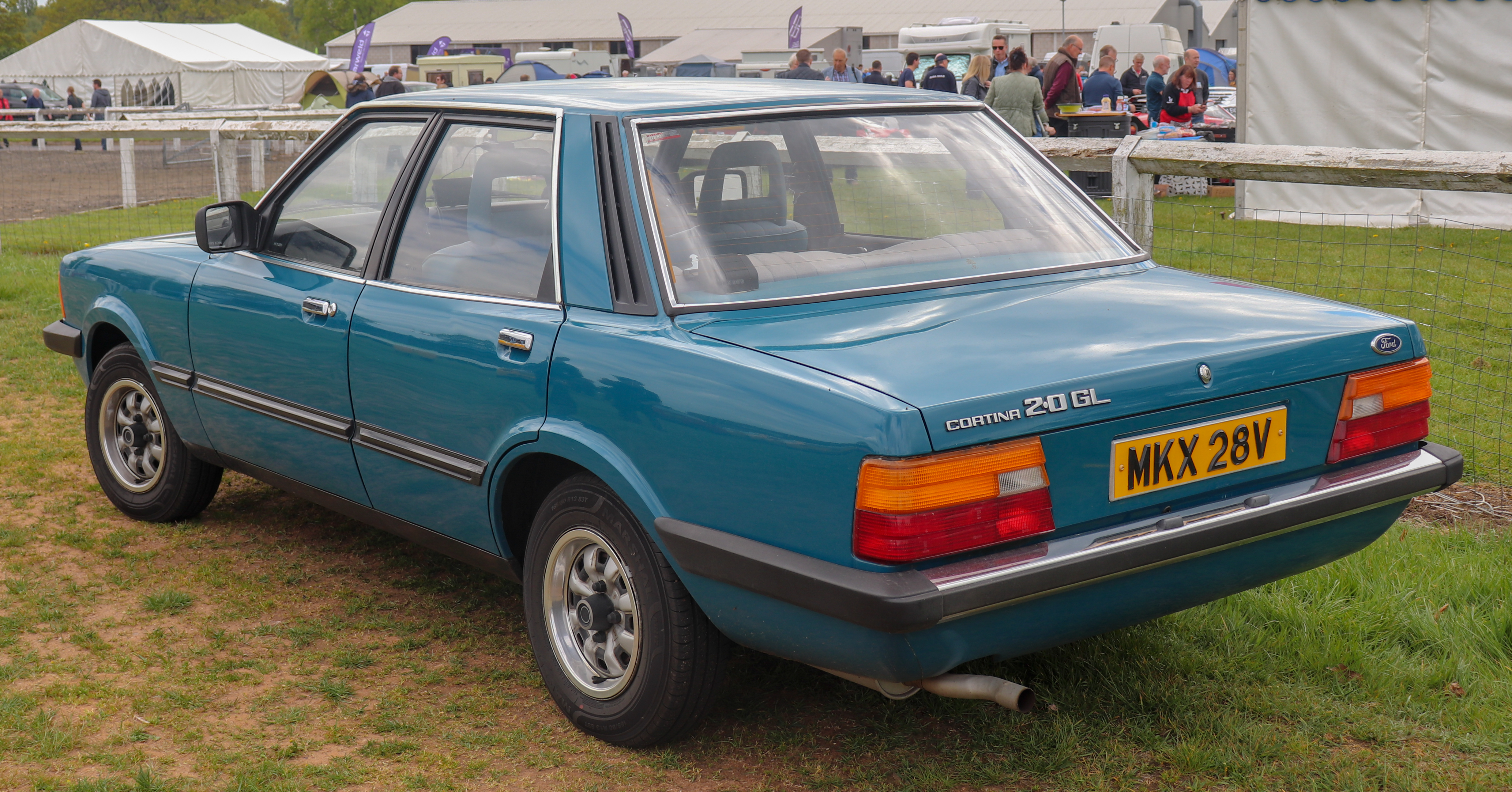
Berline
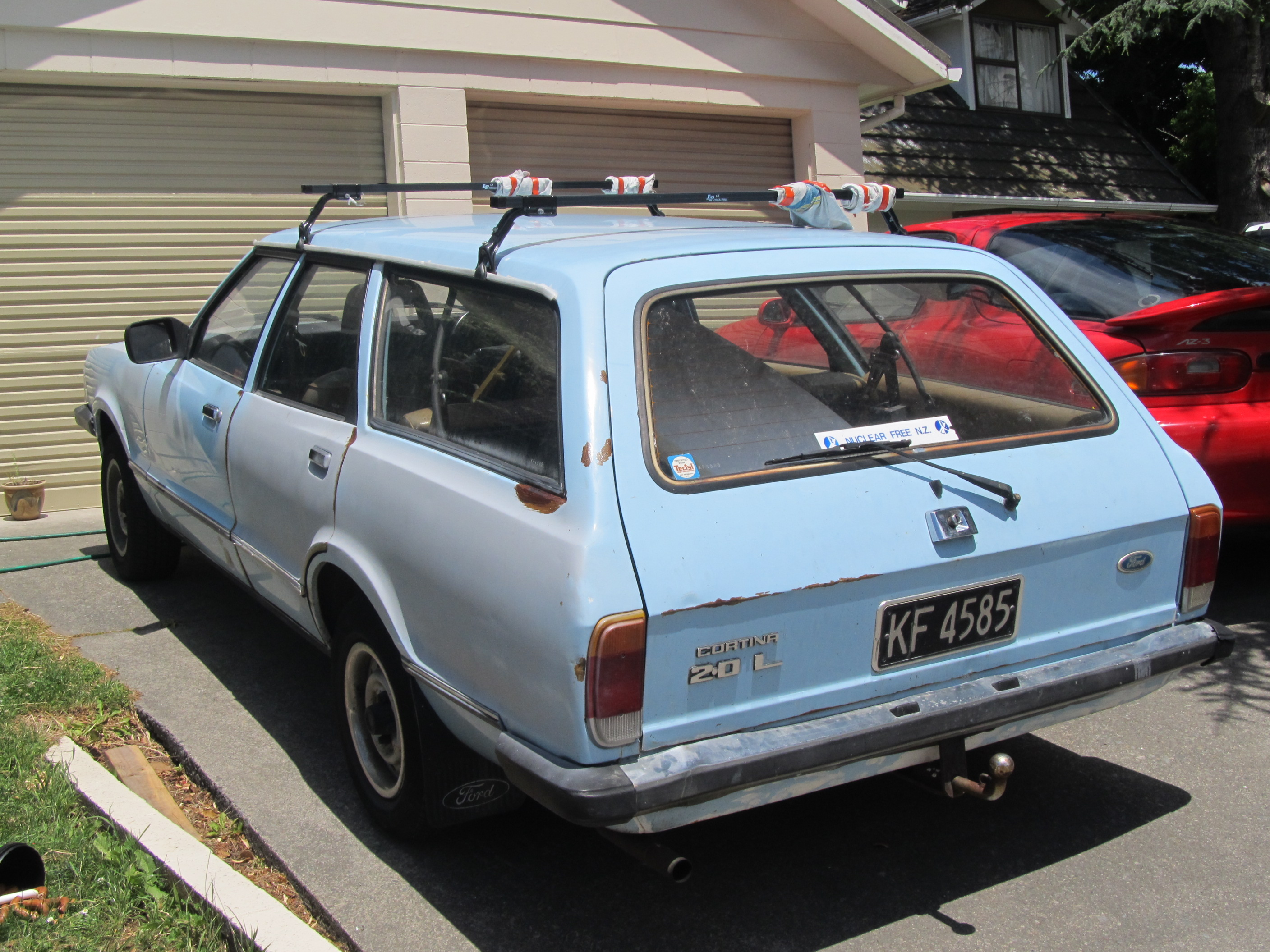
Break